# 이탈리아 요리

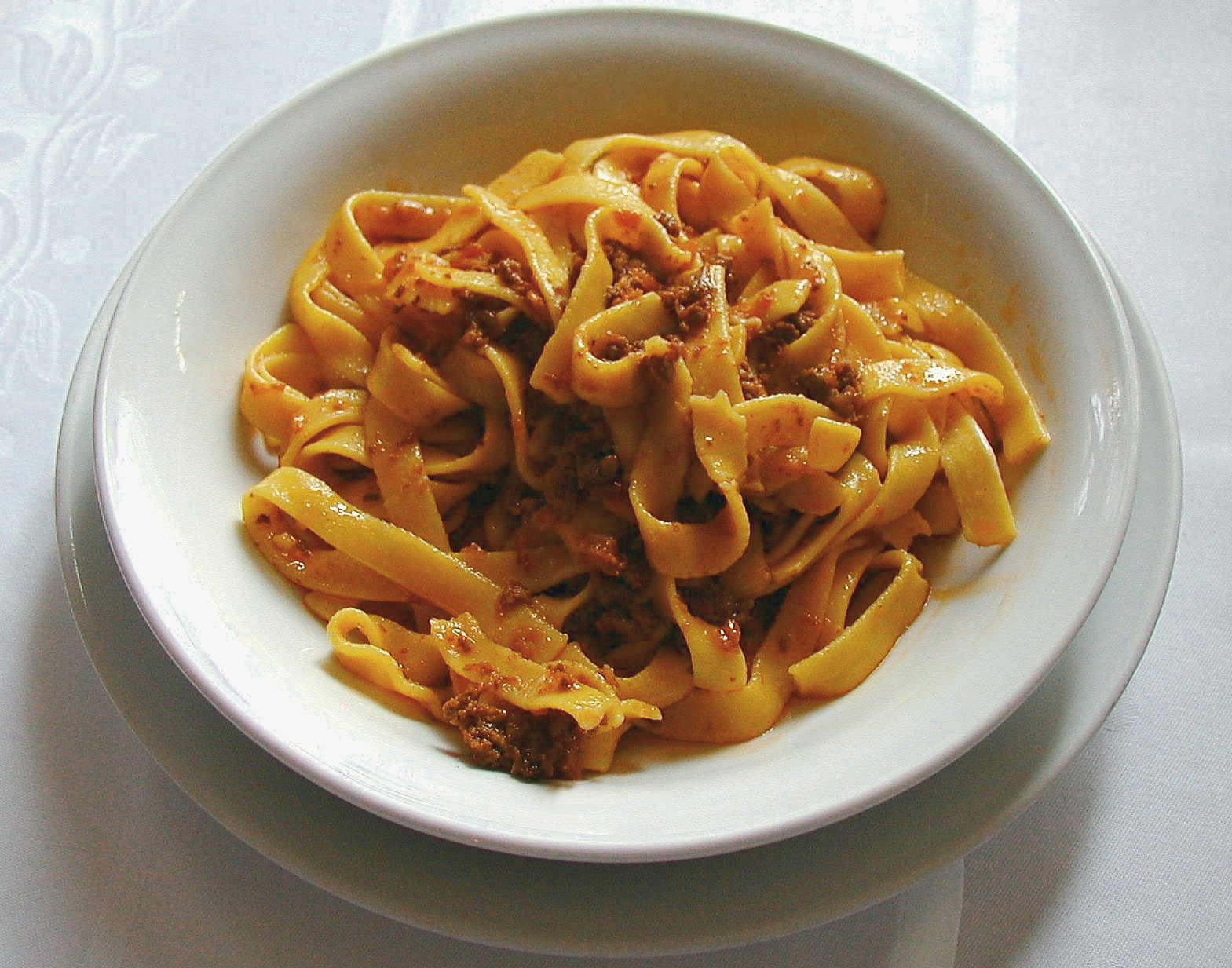
탈리아텔레 알 라구 볼로녜세

이탈리아 요리(Italia 料理, 이탈리아어: cucina italiana 쿠치나 이탈리아나[*])는 남유럽에 있는 이탈리아의 요리이다. 기원전 4세기부터 다양한 사회·정치 변화와 함께 발전해 왔다. 특히 유럽인들이 세계 각지로 진출한 이후 신대륙에서 감자, 토마토, 단고추, 옥수수 등의 다양한 식재료가 유입되면서 이탈리아 요리는 큰 변화를 겪었다. 이런 재료는 18세기 이전까지는 보급되지 않았다.
이탈리아 요리는 각 지역마다 고유한 특색이 있고 다양하지만 크게 북부와 남부로 구분한다. 다른 나라와 국경을 맞대던 북부는 산업화하여 호황을 누리면서 농업이 발달한 덕분에 쌀이나 유제품이 사용되는 요리가 많지만 경제적으로 침체됐던 남부는 지역 특산물인 올리브와 토마토, 모짜렐라 치즈나 해산물을 활용한 요리가 많다.
간결함으로 귀결되는 특징이 있어 많은 경우 4개~8개 정도의 재료로 조리되며 정교한 준비 과정보다는 재료의 질에 따라 맛이 좌우된다. 치즈와 포도주는 이탈리아 요리의 핵심을 차지하며 여러 종류가 존재하는데 식재료와 치즈의 차이는 파스타의 종류와 요리에 기본이 되는 수프, 소스의 차이를 뜻한다.
2013년 CNN은 세계 최고의 요리로 이탈리아 요리를 선정했다.

## 역사
대략 기원전 4세기부터 시작되었다고 여겨진다. 여러 세기 동안 주변 지역과 정복자, 유명한 요리사, 정치 변동 및 신대륙의 발견 등 매우 다양한 요소가 이탈리아 요리의 형성에 영향을 끼쳤다.

### 고대
이탈리아 요리에 대해 최초의 저술을 남긴 사람은 그리스계 시칠리아 사람인 아케스트라투스이다. 기원전 4세기에 지금의 시라쿠사 지역에 살던 그는 “계절에 맞는 최상의 재료”를 사용하는 것에 대한 시를 남겼다. 그는 또한 향신료나 허브, 양념 따위를 사용한 음식과 그 중요성, 생선 요리 등에 대해 서술했다. 특정 양념이나 향신료가 지나쳐서는 안 된다는 것 또한 집필 내용에 포함됐지만 470가지의 요리법을 담은 책인 《데 레 코퀴나리아》(De re coquinaria《요리에 관하여》)를 출판하면서 이런 형태의 요리는 역사 속으로 사라졌다. 이 책은 생선의 비린내나 특정 재료의 맛을 숨기면서 다른 맛을 낼 수 있는 소스에 대해서 서술해 놓았다. 로마 사람들은 그리스 최고의 제빵사를 고용해서 빵을 만들었고 가장 뛰어난 재료로 알려져 있던 페코리니(pecorini)를 시칠리아에서 수입해 왔다고 한다. 로마인은 염소를 사육해 육식을 함과 동시에 여러 가지 식물도 재배한 것으로 알려져 있다.

### 중세
시칠리아 지방으로 로마와 아테네의 요리 문화가 유입됐고 섬 지형에 맞게 변형되고 다시 새로운 요리로 탈바꿈하게 됐다. 이탈리아 요리의 뿌리가 시칠리아에 기원한다고 볼 수 있는 셈이다.

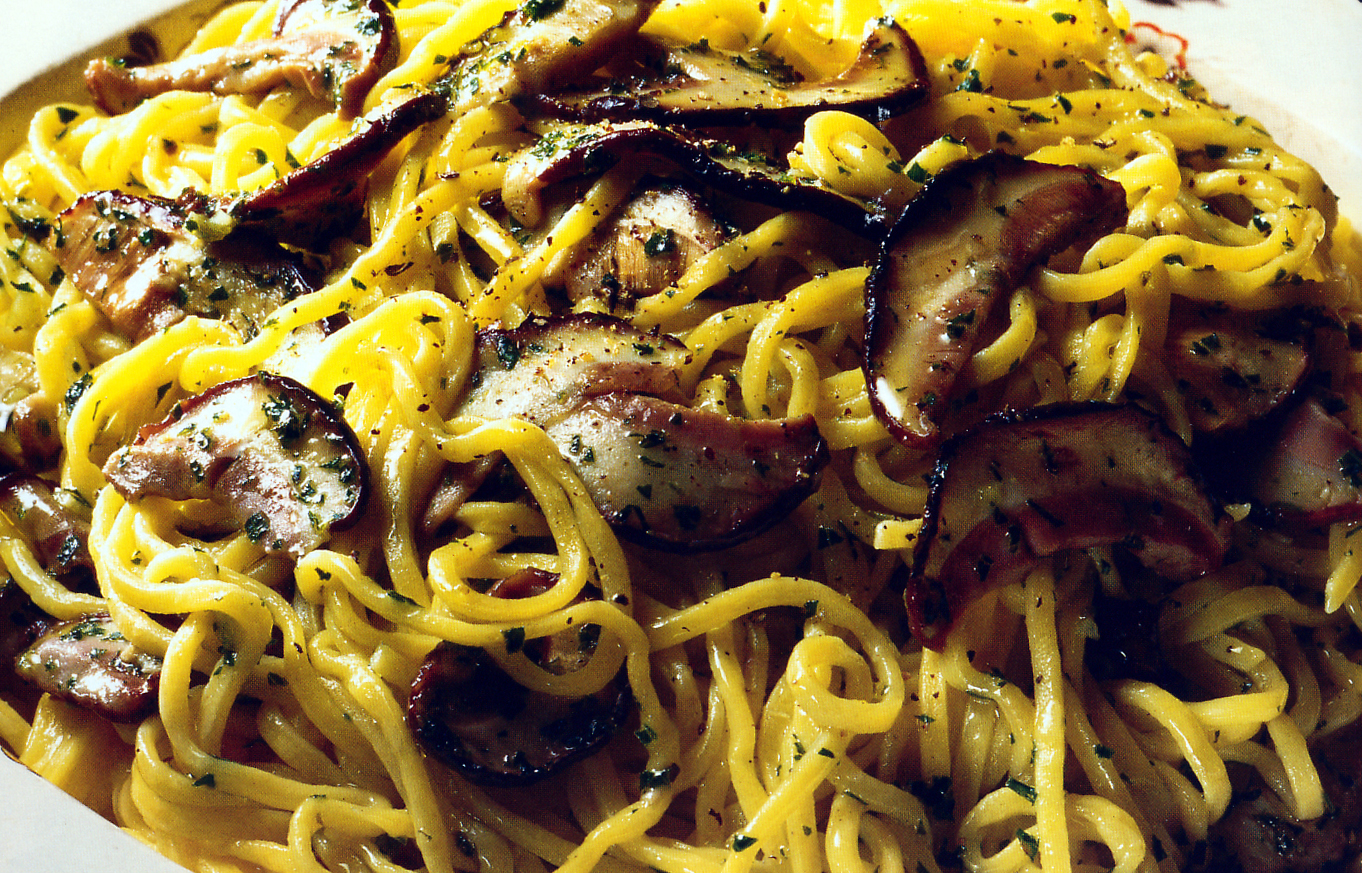
프레시 파스타

무슬림이 9세기까지 시칠리아를 침략하여 다스렸고 그 뒤에는 바이킹 세력이 남하하여 지중해 일대는 상당한 혼란기를 겪었다. 아랍인들은 시금치, 아몬드, 쌀 등을 도입했으며, 이러한 재료의 출현은 12세기 노르웨이의 왕이 시칠리아에 왔을 때 사람들이 기다란 면발을 만들어 먹었다는 것을 보았다고 기록한 것을 토대로 알 수 있다. 이 요리를 일부에서는 파스타의 첫 출현이라고 보고 있다. 당시에는 면을 단순히 밀가루와 물로 만들었다고 하는데, 사람들이 “아트리야”(atriya)라고 불렀다가 나중에는 “트리”(trii)로 굳어졌다고 한다. 트리(Trii)라는 이 낱말은 남부 이탈리아에서 스파게티의 다른 이름으로 쓰이기도 했다. 노르만 족들은 청어나 대구 따위를 절여 먹는 법도 들여왔으며, 이 방법은 아직까지도 이탈리아에서 사용되고 있다.
냉장고가 없던 시절에 음식 저장법은 매우 중요했으며, 그 방법은 물리적이면서 화학적이기도 했다. 육류나 생선은 훈제하거나 얼음 위에 보관했고 아니면 건조시켰다. 소금물이나 소금에 식재료를 절여 두는 것은 청어나 돼지고기, 피클 따위를 보관하는 방법으로 유용하게 쓰였으며, 식초나 기름 등을 함께 넣어 동물성 단백질이 변질되지 않도록 했는데, 이는 지금의 방부제와 유사한 효과를 냈다. 과일 보관에는 술이나 꿀, 설탕이 쓰였다.

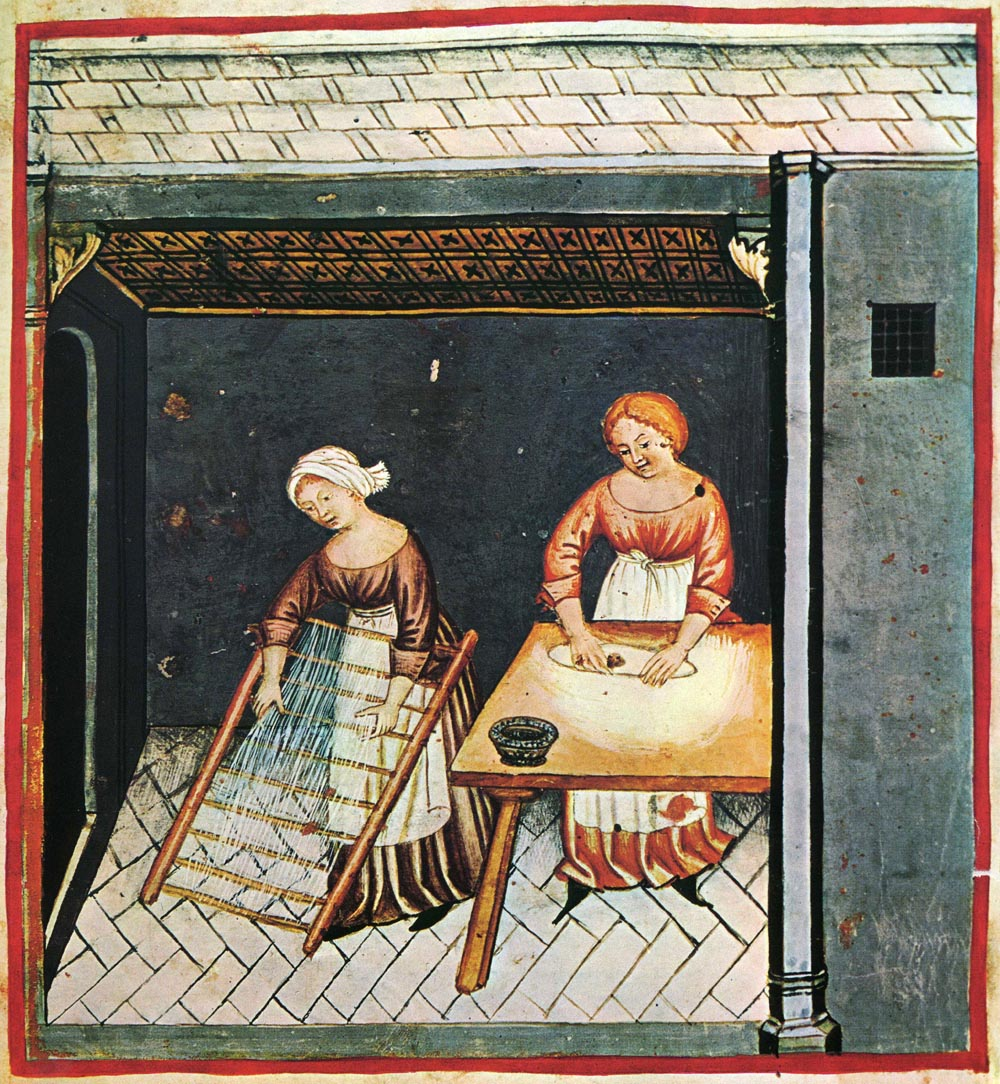
국수 가락 만들기 : Tacuinum Sanitatis, 14세기

이탈리아 반도 북부 지방에서는 독일 요리의 특징과 고대 로마식 요리의 특징이 서로 겹치는 현상이 나타났으며, 남쪽에는 아랍 문화에 토대한 식사 형태가 뿌리내려 지중해 일대로 널리 퍼져 갔다. 가장 오래된 이탈리아의 요리책은 13세기 나폴리에서 집필됐다고 전해지는 《리베르 데 코퀴나》(Liber de Coquina)로서 한국어로는 말 그대로 《요리책》이다. 이 책에는 로마식 배추 요리나 작은 잎을 잘라서 요리한 음식인 라바냐 파이(Lavagna pie)를 비롯해서 지금도 볼 수 있는 생선 요리도 많이 소개되어 있다.
15세기에는 바티칸의 요리사로 근무한 마르티노가 《리브로 데 아르테 코퀴나리아》(Libro de Arte Coquinaria, 《요리법》)라는 원고를 써서 그때까지 소개된 책과는 아주 다른 고품격 음식을 다루었다. 그 중 한 가지는 “마카로니 시칠리아니”(Maccaroni Siciliani, 시실리풍 마카로니)인데 얇은 철제 기구에 밀가루 반죽을 덮어서 햇빛에 말려 먹는 요리였다. 주재료인 마카로니는 갓 잡은 수탉과 함께 요리하였고 사프란을 첨가했다. 그는 이 요리가 아랍 문화의 영향을 받았다고 적어 놓았다. 로마인의 요리법으로 포함된 것 중에는 양배추로 요리한 음식과 “코피에테”(coppiette)가 있었다. 그가 선보인 피렌체 풍 음식으로는 달걀로 요리한 볼로네즈 토르타(Bolognese Torta, 볼로냐풍 케이크)와 시에니즈 토르타(Sienese torta, 시에나풍 케이크)가 있었는데 제노바 풍 마카로니 요리, 호박, 버섯, 시금치를 이용해 만들었던 파이 등도 함께 다뤘다.
마르티노의 요리는 1475년 베네치아에서 바르톨로미오 플라티나가 출판한 《참된 즐거움과 건강에 대하여》(De honesta voluptate et valetudine)에도 소개되었다. 마르티노의 원고를 참고해서 지역에 따라 분류하고 정리했으며, 마조레 호수의 농어나 가르다 호수의 정어리 등 인근에서 가져다가 사용한 식재료와 해당 음식을 자세히 설명하였다.

### 근대 초
이탈리아의 정통 요리는 피렌체와 로마, 베네치아, 페라라의 궁중에서 요리 문화가 꽃피운 이후 본격화하였다. 그중에서도 페라라의 에스테 궁전이 요리 문화의 선두 주자가 됐다. 1549년 이폴리토 데스테의 집사였던 크리스토포로 메시스부고(Christoforo Messisbugo)가 《Banchetti Composizioni di Vivande》를 출판하면서 이탈리아의 파이나 타르트를 소개했다. 그 책에서는 동양이나 동부 지방에서 유입된 재료, 124종의 다양한 양념에 대해서도 설명해 놓았다.

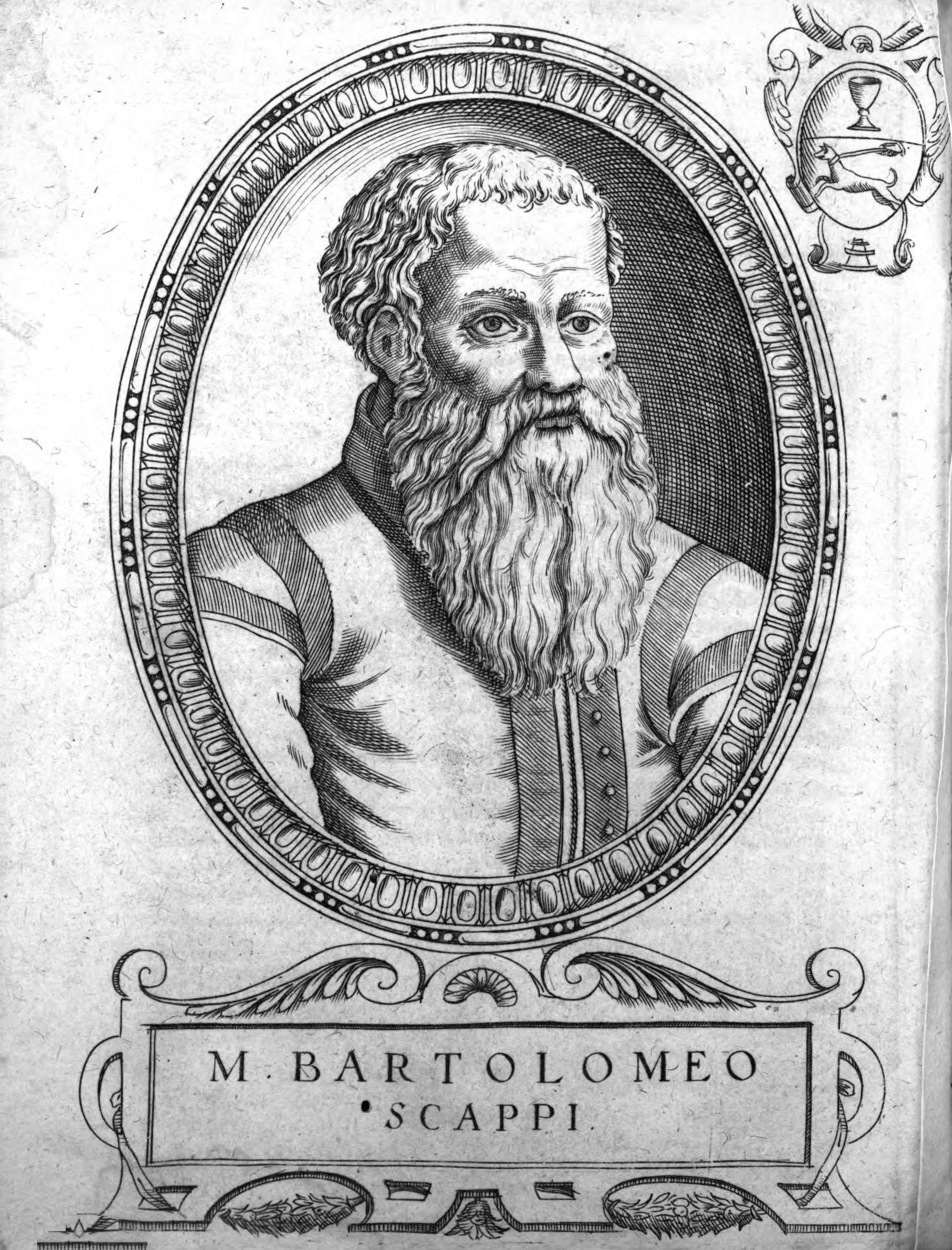
210px 바르톨미오 스카피, 교황 비오 5세의 요리사

1570년 교황 비오 5세의 개인 요리사였던 바르톨미오 스카피가 책 《오페라》(Opera)를 써냈다. 다섯 권으로 구성된 이 책은 요리하는 방법을 천 가지 이상 설명해 놓았을 뿐만 아니라 정찬에서 어떤 형태로 음식이 나가고 식단이 결정됐는지, 조리 기구나 요리하는 모습도 상세히 다뤘다. 다른 궁중에서 전해졌던 책과 이 책이 특별히 다른 점은 가금류를 요리하는 법이다. 인근의 동물이나 새를 잡아서 어떤 식으로 다듬고 깨끗하게 잘라내는지가 나와 있다. 혀나 머리, 어깨뼈 부위를 손질하는 방법도 다뤘다. 제3권에서는 생선이나 사순절에 먹는 음식을 설명했다. 생선 요리는 구워 먹거나 탕류, 찜으로 먹었으므로 상당히 간단했다. 제5권에서는 나폴리풍 피자 요리법이 등장하는데 당시 이탈리아에는 토마토가 존재하지 않았으므로 피자가 지금의 맛이 아니라 달거나 짭짜름한 맛이었다. 옥수수나 칠면조 역시 없었으므로 현대인이 생각하는 음식 문화와는 상당히 달랐다. 이외에 타라트나 파이, 얇게 썬 과일 튀김에 대해서도 썼다.
1600년대 잔자코모 카스텔베트로(Giangiacomo Castelvetro)는 《모든 종류의 채소와 허브, 과일》(Brieve Racconto di Tutte le Radici di Tutte l'Herbe et di Tutti i Frutti)이라는 책을 썼다. 모데나 태생인 카스텔베르트로는 개신교도였기에 영국으로 건너갔다. 이 책은 이탈리아의 채소와 과일, 그리고 그 손질 과정을 주요리처럼 중점을 두어 소개했다. 그는 소금물에 끓인 채소를 따뜻하게 혹은 식힌 후 올리브유, 소금, 후추, 레몬 즙, 버주스, 오렌지 즙 따위와 곁들일 것을 권장했다. 또한 습한 종이로 싼 채소에 올리브유를 조금씩 부으며 숯불에 굽는 방법도 제안했다. 봄철에는 홉 줄기를, 겨울에는 트뤼프를 사용하는 방법, 돼지를 이용해 트뤼프를 찾는 방법도 상세하게 서술했다.
1662년 만토바 공국의 요리사였던 바르톨미오 스테파니(Bartolomeo Stefani)가 《뛰어난 요리의 예술》(L'Arte di Ben Cucinare)을 출판했다. 그는 이탈리아 요리에 대한 전문 서적을 출판한 마지막 근세인이자 일반 음식을 주제로 집필한 최초의 사람이기도 했다. 그는 만토바 공국의 카를로 3세가 스웨덴의 크리스티나에게 대접한 만찬의 준비 모습과 관련해 나이프를 비롯한 숟가락, 유리잔, 접시, 큰 그릇을 놓는 법과 그 사용법을 모두 설명해 놓았다. 사발 대신에 냅킨도 사용했다. 이 시대의 또 다른 책 《갈라테오》(Galatheo)는 조반니 델라 카사(Giovanni della Casa)가 지은 책으로 여기서는 웨이터(scalci)가 손님들에게 식사를 준비하면서 어떻게 행동하는지 설명했다. 일종의 식사 예절 교육에 대해 많이 서술했는데 웨이터들은 머리나 신체를 긁어서는 안 되고 침을 뱉거나 코를 풀거나 재채기를 하는 것도 금지됐으며, 냅킨으로 땀을 닦거나 손가락을 빨면서 식사를 하는 것도 추하다고 했다.

### 근현대

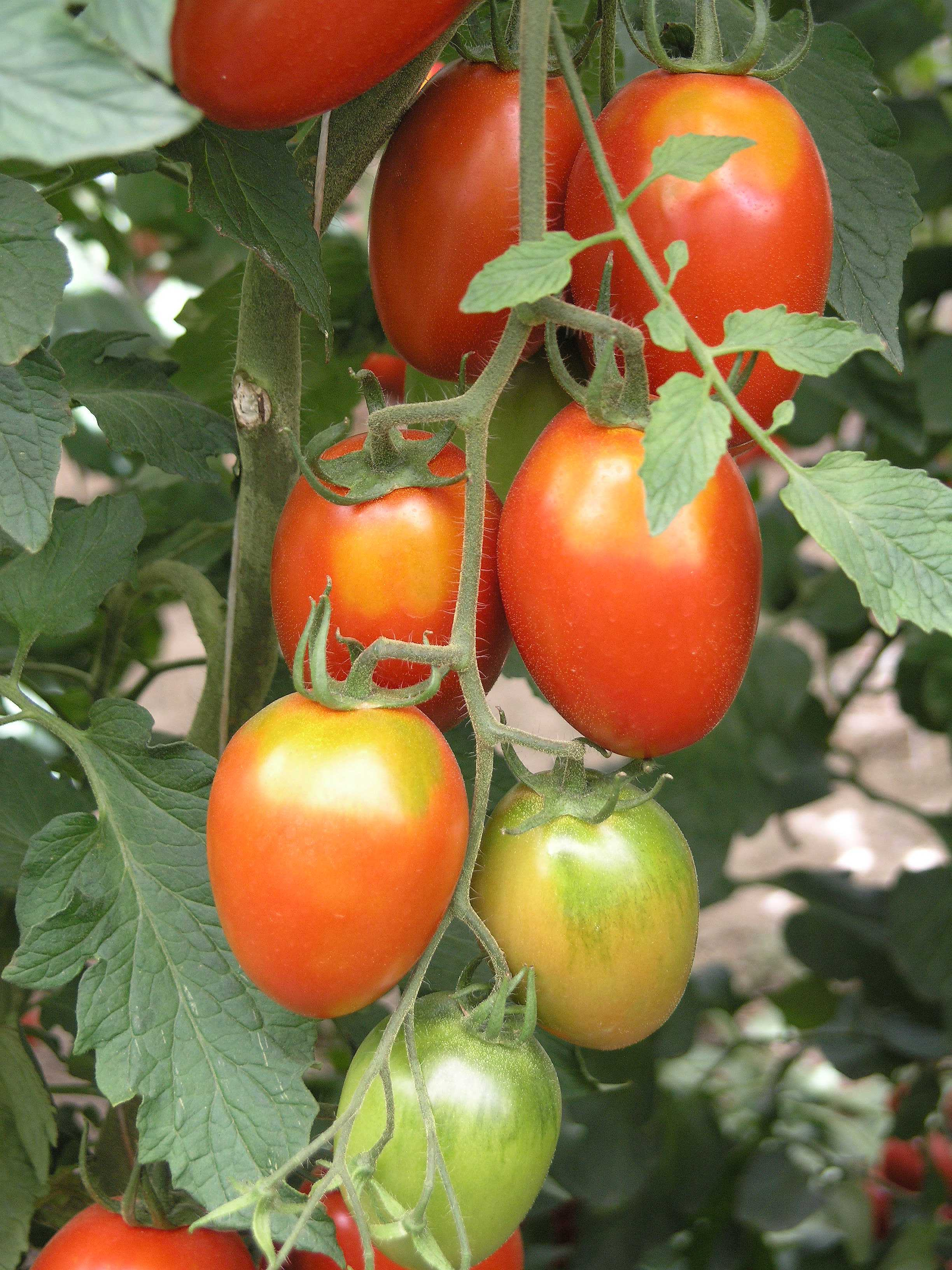
토마토는 이탈리아 요리에서 가장 흔히 나타나는 식재료이지만 주재료로 등장한 것은 18세기부터이다.

이탈리아 요리는 지역에 따라 특성도 다양한 만큼 음식이 다양하고 종류도 상식을 초월할 정도로 많다. 흔히 사용되는 재료는 과일, 채소, 소스, 육류 등 다양한 편이다.
오늘날 세계인이 생각하는 이탈리아 요리는 18세기 프랑스, 스페인, 오스트리아의 영향을 아주 많이 받았다. 18세기 초기에는 이탈리아의 요리책이 지방별로 여기저기 흩어져 있었을 뿐 본격적으로 다뤄지지는 않았다. 그런 책은 아주 전문은 아니어서 가정 주부에게나 어울렸고, 프랑스 요리책이 교본처럼 널리 통했다. 1794년 집필된 《크레모나의 요리》(La cuoca cremonese)에는 계절에 따른 육류와 채소 사용법이 설명되었다. 이 시기 이탈리아 요리는 이탈리아 전체적으로 규모와 대중성이 크게 성장한다. 크레모나는 밀라노 남동쪽에 있는 도시이다.
1779년 지금의 마르케주 마체라타 출신의 안토니오 네비아(Antonio Nebbia)는 《마체라타의 요리》(Il Cuoco Maceratese)에서 파스타나 뇨키 외의 지역 재료도 설명했다. 그는 지중해 연안에서 쓰던 채소가 어떤 식으로 수프, 밥류, 파스타에 쓰였는지 다루면서 프랑스 요리의 영향을 배제했다. 유사한 책인 《궁중 요리》(Il Cuoco Galante)는 빈센조 코라도(Vincenzo Corrado)가 1773년 나폴리에서 출판하였는데 이 책에서는 장미 등의 꽃과 씨앗, 과일을 이용해서 당시 사람들이 어떤 식으로 영양을 보충했는지 설명했다. 또한 토마토가 어떤 식으로 자리매김했는지 알 수 있는 요리 13가지도 설명했다. 코라도는 그 책의 1798년판에서 농경학자이던 앙투안 파르망티에의 논문 〈감자에 대한 보고서〉(“Treatise on the Potato”)를 프랑스의 허가를 받아 소개하였다.
19세기에는 이탈리아 초대 국왕의 요리사이던 조반니 비알라르디가 《현대 요리법에 대한 저서》(A Treatise of Modern Cookery and Patisserie)를 내놓으면서 가정에서도 쉽게 만들 수 있는 요리를 다루었다. 그가 소개한 요리법은 감자를 이용한 12가지의 요리 등 여러 요리였는데 그 중 하나가 “제노바식 캐폰 마그로”('Genoese Cappon Magro)로 제노바에서는 아직도 흔하다. 1829년에는 조반니 펠리체 루라스키(Giovanni Felice Luraschi)가 Il Nuovo Cuoco Milanese Economico에서 레몬이나 안초비를 곁들인 콩팥 요리와 밀라노식 요리법을 소개했다. 1871년 잔 바티스타(Gian Battista)와 지오반니 라토(Giovanni Ratto)는 《제노바의 요리》(La Cucina Genovese)에서 리구리아 지방 요리를 다루면서 페스토(Pesto) 요리를 처음으로 소개했다. 《라 쿠시나 테오리코 프라티카》(La Cucina Teorico-Pratica)는 카발칸티(Cavalcanti)가 쓴 책으로서 토마토를 넣은 파스타 요리를 최초로 설명한 저서이다. 이탈리아 근대 요리의 결정체로 손꼽히는 책은 펠레그리노 아르투시가 써서 1891년에 초판이 발행된 《올바른 식사법과 조리법》(La scienza in cucina e l'arte di mangiare bene)으로서 이탈리아 전역에서 널리 수용됐다. 주로 지금의 에밀리아로마냐주와 토스카나주의 요리를 다루었는데, 그곳은 그가 태어나 살았던 곳이었다.

### 대한민국의 이탈리아 요리
대한민국에 최초로 상륙해 대중에게 인기를 끈 이탈리아 음식은 피자이고 뒤이어 파스타도 호응을 얻었다. 피자는 미국에서 한 번 변화한 후 다시 대한민국 대중의 입맛에 맞춰 변형됐다. 이탈리아 요리는 라 칸티나 레스토랑이 대중에 첫 선을 보이고서 1970년대 지속적으로 그 규모와 분야가 성장하여 주요 호텔에 뿌리내렸다. 1980년대 이탈리아 요리사의 기술을 배운 요리사들이 파스타 전문점을 열었고 일반인에게 이탈리아의 맛을 전하는 매개체가 됐다. 1990년대부터는 이탈리아 요리 전문점을 심심치 않게 찾아볼 수 있게 됐다.

## 지역별 이탈리아 요리

이탈리아의 20개 주

모두 스무 주로 이루어진 이탈리아는 주마다 요리의 특성이 다르지만, 지역 구분에 따라서도 차이가 크게 나는 때가 있다. 대개 국경에 접한 곳일수록 그 특성이 확연하게 드러나며, 상대적으로 바다나 산을 끼고 있는 지역은 외부의 영향력이 적다가 경제 발전에 힘입어 조금씩 개방되는 양상을 띤다. 지역뿐 아니라, 사용하는 양념이나 향신료의 종류나 생산되는 농산품에 따라서 구분하기도 한다.

### 프리울리베네치아줄리아주
프리울리베네치아줄리아주는 일부가 오스트리아-헝가리 제국의 지배 아래에 있었고 슬로베니아와는 국경을 맞대기 때문에 그 영향을 많이 받았다. 그래서 비엔나 소시지를 맥주와 곁들이는 모습이 아주 흔하다. 카르니아(Carnia)는 베이컨과 치즈로 유명한 지역이다. 콜리오와 그라브 델 프리울리, 콜리 오리엔탈리는 포도주를 좋아하는 사람이라면 꼭 들르는 곳이다. 대개 후식은 밀가루로 만들며, 돼지고기 요리나 파이는 “포골라르”(fogolar)라 불리는 개방형 화로에 굽는다. 보통 프리울리의 식사는 여러 종류의 수프로 시작하고 양파나 파슬리, 마늘, 베이컨 등 식재료가 아주 많으며 돼지고기나 쇠고기까지 넣으면 상당히 푸짐한 식사가 된다. 리소토는 대개 생선으로 요리하는데 쌀을 넣어 설탕이나 우유와 버무린다.
프리울리의 서부에서는 전통적으로 산 다니엘레 델 프리울리(햄), 몬타시오 치즈, 프리코 치즈가 있고 훈제 미트볼의 일종인 피티나나 여러 가지 정류의 폴렌타, 뇨끼도 많이 먹는다. 이탈리아의 주 중 넓이는 17번째, 인구는 15번째지만 포도주 생산량은 9번째로 높다.

### 베네토주

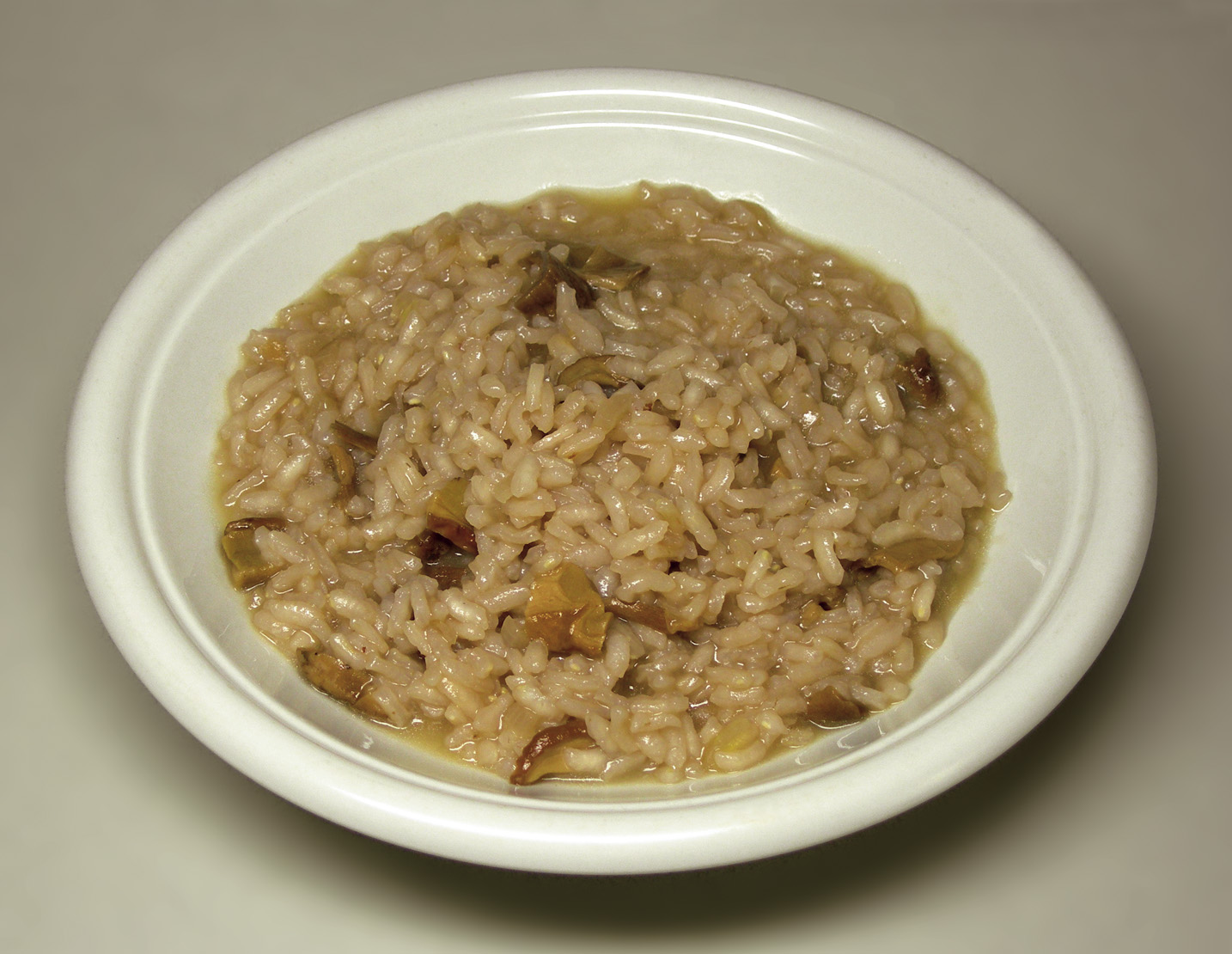
리소토

베네토주는 리소토가 가장 유명한 곳으로 대체적으로 해안가는 아드리아해의 해산물 위주, 내륙은 호박이나 아스파라거스, 개구리 다리를 써서 서로 풍미가 조금 다르다. 파스타에 콩과 식물을 많이 넣어서 먹으며 대표적으로 Risi e bisi나 파스타 에 파지올리가 있다. 베네토의 요리는 이국적인 향신료나 소스를 많이 쓰는 편이며 청어나 안초비 같은 생선을 말려서 먹는다. 다만 지역 식습관이 육류 위주로 바뀌어 가면서 소시지 요리나 마늘 살라미 등도 즐겨 먹는다.
다른 전통 요리로는 소금에 절여서 만드는 생선 요리인 바칼라가 있다. 일설에 따르면 콜럼버스가 항해 중 우연히 발견했다는데 오랫동안 저장해서 먹을 수 있었기에 식량으로 각광 받았다고 한다. 바칼라는 일부 지리적·시간적 제한으로 인해 만들어진 음식이었으므로 고급 음식으로 보기는 어려웠지만 오늘날은 여러 전통 요리와 함께 이탈리아 요리 고유의 르네상스를 누리고 있다.

### 트렌티노알토아디제 주
트렌티노알토아디제주는 트리엔트 공의회가 열렸을 정도로 가톨릭교회 문화의 중심지로서 대체로 간결하고 소박한 교회 요리가 발달했다. 한때 합스부르크 제국의 지배도 받았었기 때문에 슬라브족이나 오스트리아, 헝가리의 영향도 많이 가미됐다. 그래서 북부 지역의 제1언어는 독일어인 지방도 있으며 가족경영 소규모 포도주 주조장이 많다. 반면에 남부 지역은 대규모 주조장이 많이 분포하며 이탈리아어가 제1언어이다. 이탈리아산 포도주의 6%가 이 지역에서 생산된다.
폴렌타가 매우 흔한 음식으로 옥수수 가루 대신 혹은 옥수수 가루와 함께 감자나 밀을 첨가하며 버섯과 닭고기 등도 넣는다. 헝가리 요리로 유명한 구야시는 주말에 자주 먹는 음식이다. 돼지비계로 만든 기름인 라드를 많이 사용하며 독일식 양배추 요리인 자우어크라우트도 흔한데 이곳에서는 “크라우티”(crauti)라고 부른다. 뇨끼를 요리할 때 감자 대신 리코타 치즈를 넣어 조리하기도 한다.

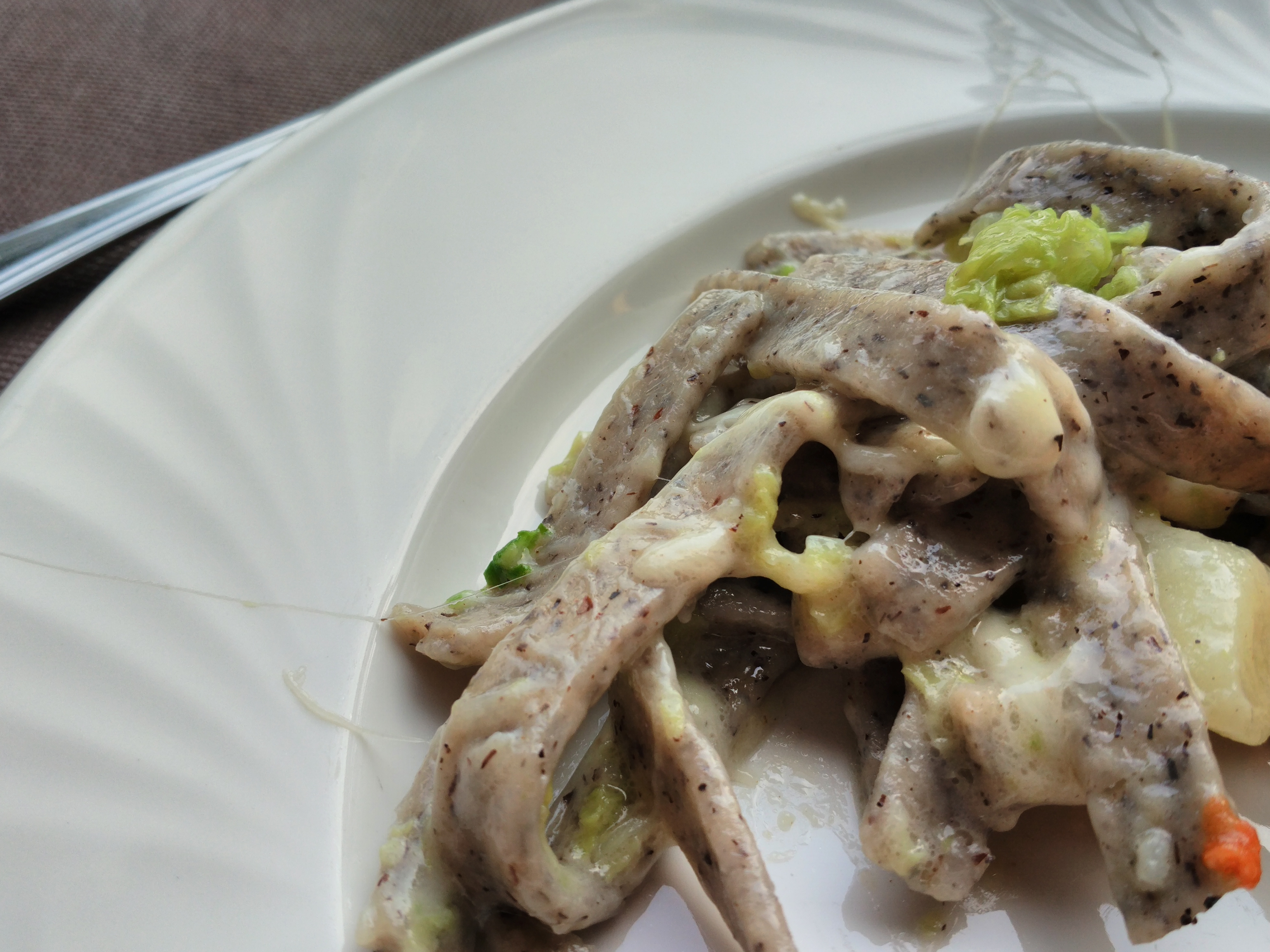
피초케리

### 롬바르디아주
롬바르디아주는 쌀이 흔한 지방으로 수프나 리소토도 쌀을 주재료로 하는 경우가 많다. 이 지방의 치즈로는 로비올라, 스트라키노, 탈레조 치즈, 고르곤졸라 등이 있으며, 대개 작은 마을의 이름을 딴 것이다. 롬바르디아는 넓은 방목지로 유명한 고장이었으므로 사육하는 소의 마릿수가 많아 일찍이 치즈를 이용한 식단이 널리 퍼졌다. 그 때문에 버터나 크림 종류도 많이 쓴다. 베르가모나 브레시아 일대에서는 옥수수가루나 밤가루로 만드는 죽의 일종인 폴렌타가 흔하다. 수프류가 널리 수용되는 이유는 노동자가 많아서 식사에 드는 수고를 덜기 위해서이다. 만토바에서는 라비올리의 일종으로 호박으로 채워 만드는 토르텔리 디 추카(tortelli di zucca)가 알려져 있으며, 이것은 칠면조 안에 버터나 다른 재료를 넣고 만드는 수프 요리를 곁들여 먹는다.
밀라노에서는 쉽고 빠르게 요리해먹을 수 있는 코토레타가 아주 흔히 볼 수 있는 음식으로 그 간편함 덕분에 널리 쓰인다. 라틴 아메리카로도 전파돼 영감을 준 요리로 파악된다.

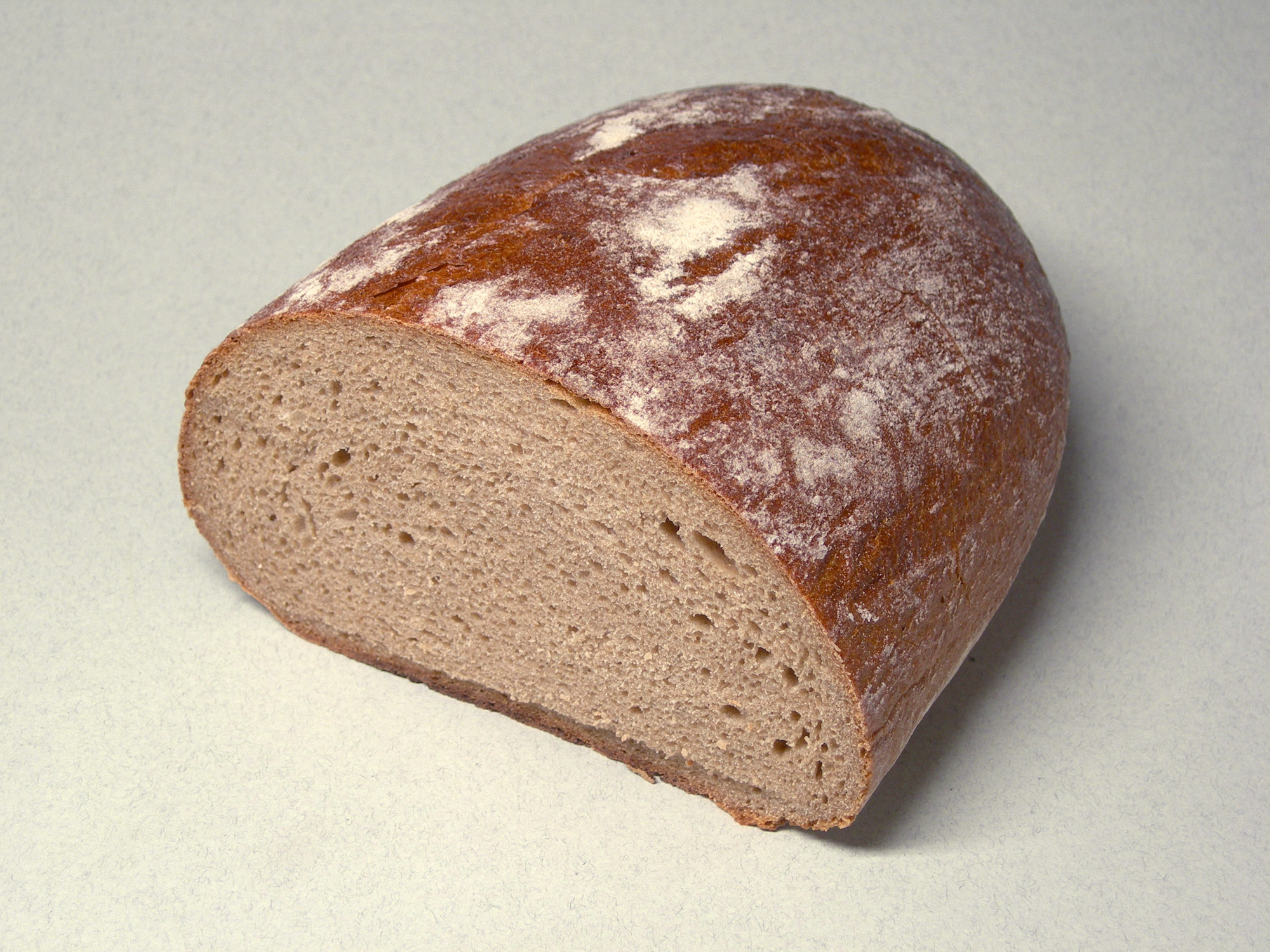
호밀 빵

### 발레다오스타주
발레다오스타주는 산악 지대가 많은 지역으로 프랑스와 스위스 등 알프스 일대의 식문화 영향을 많이 받았다. 치즈나 퐁듀를 끓이거나 비슷한 종류의 수프를 진하게 끓여서 빵과 함께 먹는 것이 이 지역에서는 관습처럼 굳어져 있다. 타 지역과 달리 파스타보다 폴렌타가 더 흔하다. 폴렌타는 대개 호밀 빵 또는 구운 베이컨과 함께 먹고, 산간 지방에서는 사냥한 고기를 많이 먹는다. 스튜를 만들 때에는 우유나 버터, 크림을 넣는다.

### 피에몬테주
알프스와 포 계곡 사이에 둥지를 틀듯이 자리한 피에몬테주는 다른 지역과 다른 생태계가 발달해 있다. 이탈리아 반도에서 가장 정제되고 다양한 요리를 선보인다고 하며 전통 요리와 프랑스 요리가 결집해 치즈와 포도주 또한 종류가 가장 많은 곳이다. 또한 슬로푸드 운동이 시작됐으며 이탈리아 일류 식문화 학교인 미식과학대학(University of Gastronomic Sciences)이 위치한다.
카루 소고기의 품질이 아주 우수한 것으로 알려져 있으며 생고기를 마늘, 레몬, 소주, 포도주를 섞어 스튜를 만들어 먹는다. 그 소스를 여러 가지로 다변화할 수도 있다. 가장 대표적인 것이 아뇰로띠이며 마늘, 안초비, 올리브유와 버터를 섞어 만든 바그나 카우다, 비체린 등도 많이 먹는다. 피에몬트 주는 초콜릿 종류도 다양한 편이어서 세계적으로 그 유명세도 높다. 잔두이오토, 마룬 글라세, 누텔라 등이 있다.

견과류나 카르둔(엉겅퀴의 일종), 버섯류를 많이 섭취한다. 사냥이나 낚시로 잡은 고기나 생선을 활용하기도 한다. 마늘이나 트뤼프(송로버섯)를 많이 먹으며, 제철 채소나 치즈, 쌀은 주 전역에 걸쳐 폭넓게 사용한다. 달고 가벼운 거품이 풍기는 좋은 포도주가 많이 생산되는 곳으로도 알려져 있는데, 아스티에서 생산되는 모스카토 다스티가 유명하다. 프로슈토로 유명한 이탈리아식 햄을 이 지방에서는 “필레토 바차토”(Filetto Baciato)라고 부르며, 대개 백포도주와 함께 먹는다. 향기가 강한 이 햄은 살라미 반죽을 발라 6개월 동안 숙성시킨다.

### 리구리아주
리구리아주에서는 허브나 채소류를 많이 소비한다. 수프뿐 아니라 쌀 요리 등에도 바질 같은 허브와 견과류, 올리브유를 넣어서 소스를 만들어 쓴다.
세이보리 파이나 케이크가 아주 흔하며 양파나 올리브기름을 많이 사용한다. 이 케이크라는 것은 체치 파이 혹은 파리나타(Farinata)로 불리는데, 파이를 준비하려면 4시간 정도 반죽을 불린 뒤에 오븐에 굽는다. 굽기 전에는 올리브기름을 뿌리도록 하는데 노릇노릇해지면 후추를 뿌리거나 마름모꼴로 잘라서 내놓는다. 파리나타 외에도 견과류를 속에 넣은 타르트 등으로도 알려져 있다.

### 에밀리아로마냐주

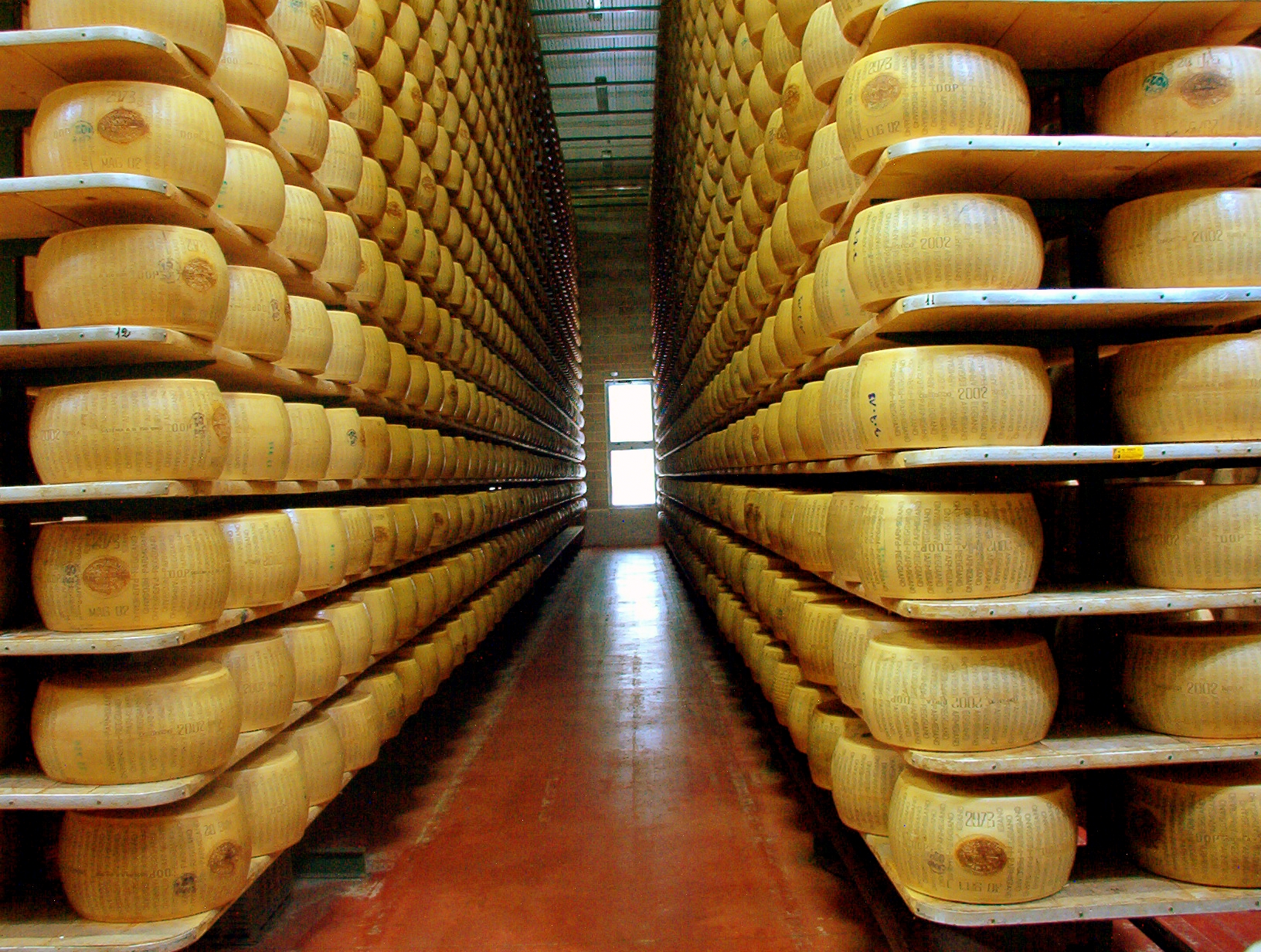
파르미자노 레자노

에밀리아로마냐주의 식문화는 롬바르디아 주의 영향을 받았고 에밀리아 지역과 로마냐 지역 간의 차이도 존재한다. 밀가루와 달걀을 적절히 섞어서 내놓는 달걀 파스타는 북부 파스타의 전형으로 알려져 있다. 볼로냐 지방에서는 파스타의 일종인 토르텔리니, 베르디 라사냐, 그라미냐, 탈리아텔레가 매우 유명하다. 이곳에는 그밖에도 지역 음식이 많은데, 에밀리아 지방에서는 파르마에서 피아첸차에 이르기까지 쌀이 널리 사용된다. 대개 쌀 생산이 아주 풍부하지는 않아서 포강 유역 일대에서 나는 것을 주로 사용한다.
지역적인 풍미를 여러 세기 동안 간직한 음식으로 추앙받는 요리는 “아체토 발사미코 트라디치오날레”(Aceto balsamico tradizionale)라고 불리기도 하는 발사믹 식초이다. 다른 나라에서는 ‘이탈리아 식초’라고 부른다. 검은빛을 띠는데, 오로지 이 지역에서만 나는 독특한 음식이라고 할 수 있다. 그밖에 "파마산 치즈"로도 알려진 파르미자노 레자노가 대단히 유명하며, 레조넬에밀리아를 비롯한 파르마, 모데나, 볼로냐에서 생산된다. 생선을 많이 사용하기도 한다.

### 토스카나주

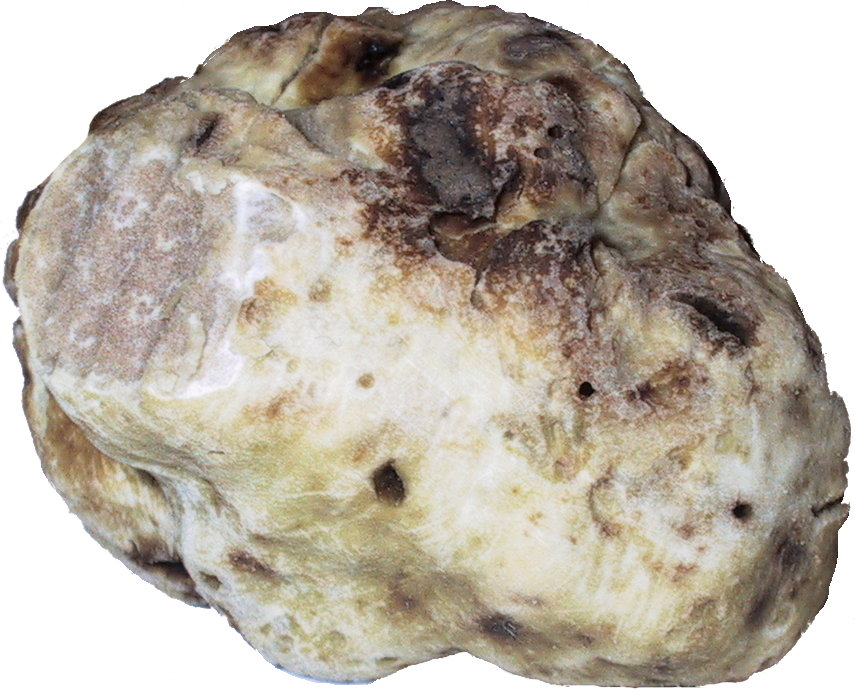
흰 트뤼플

토스카나주의 음식은 간결한 음식의 대명사로 통한다. 콩과 식물이나 빵, 치즈, 채소, 버섯, 제철 과일을 많이 사용한다. 올리브기름은 여러 종류가 있지만 특별히 산 미니아토에서 나는 트뤼프는 10월과 11월에 맛볼 수 있는 별미이다. 키아나(Chiana) 계곡에서 생산하는 맥주는 최고급 품질을 자랑하며 티본스테이크를 피렌체식 스테이크라는 별칭으로 부른다. 돼지고기도 많이 난다. 특별히 토스카나에서는 아직도 소나무를 가져다가 직접 땔감으로 요리하는 모습이 낯설지 않으며, 포도주나 멜론, 햄은 그 맛이 아주 뛰어나기로 유명하기도 하다. 토스카나식 수프는 완두콩을 찬 소금물에 넣어 삶은 뒤 박하나 파슬리, 마늘 등의 향료를 손질하고 삼겹살 부위를 가져다 끓이는 요리이다. 토마토나 양배추는 선택 사항이지만 많이 넣는 편이며, 마지막쯤에 가서 소금이나 후추 간을 하고 파스타를 국물에 넣어 익힌다. 이밖에도 순대와 유사한 형태의 요리인 “말레가토 세네제”(Mallegato Senese)는 갓 잡은 돼지 장에 후추와 잣, 과일 열매(시트론 따위)를 넣고 물에 끓인 뒤 버터를 두른 팬에 구워 먹는 요리이다. “프리텔레 디 산귀나치오”(Fritelle Di Sanguinaccio)라고 부르는, 돼지머리와 채소 육수와 함께 돼지껍질을 튀겨 먹는 요리도 있다.

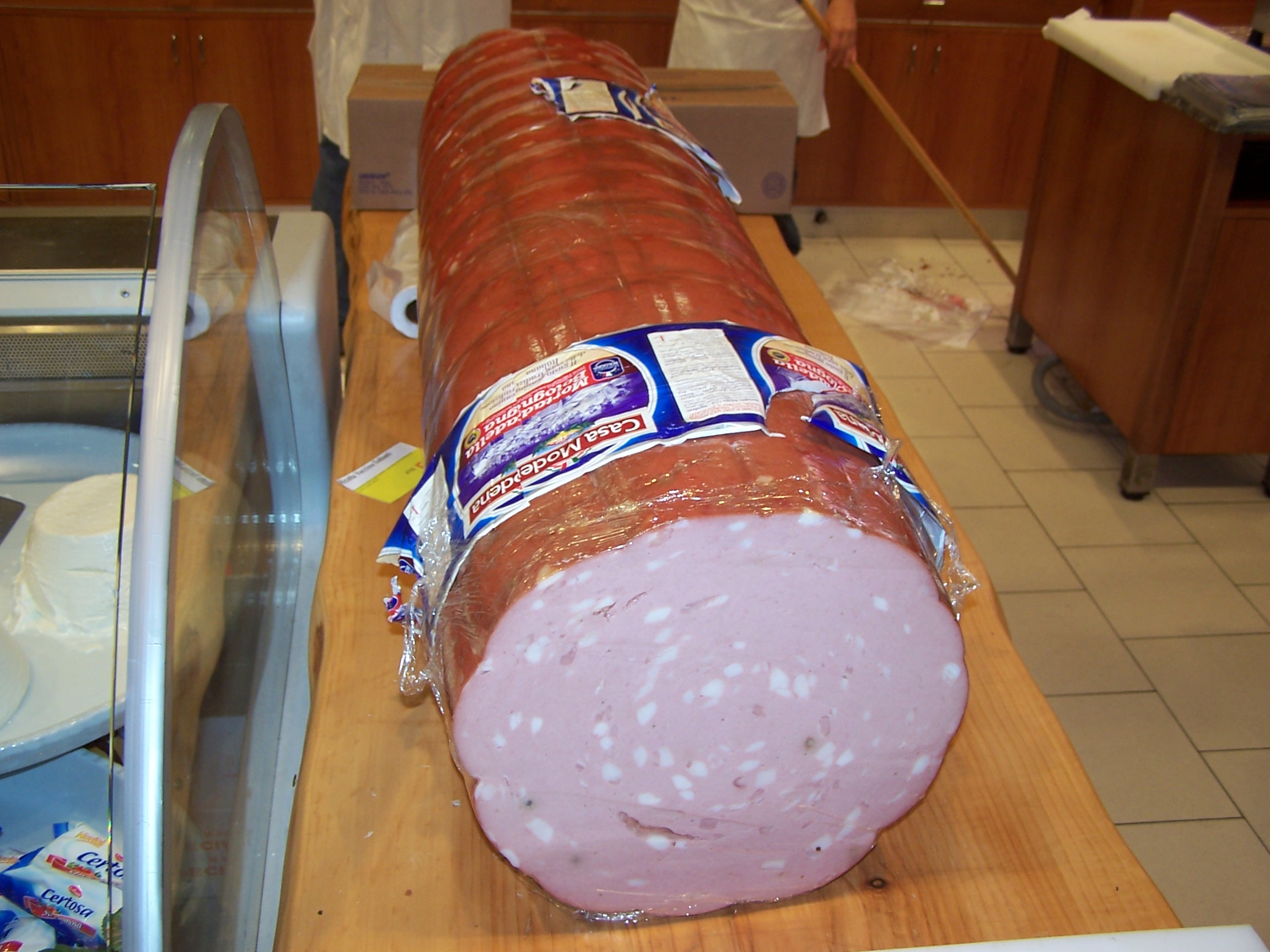
모르타델라 (Mortadella)

### 움브리아주

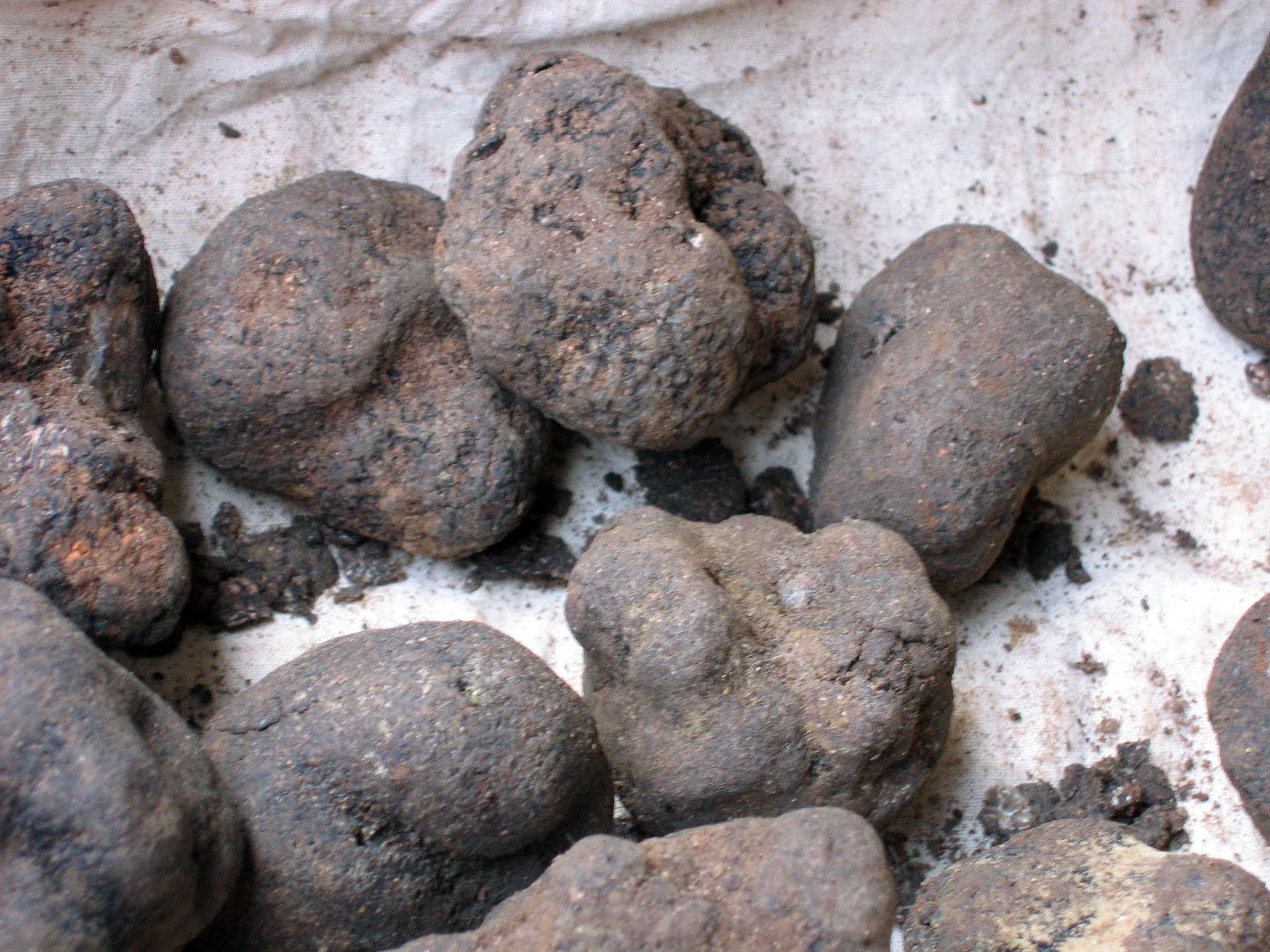
검은 트뤼플

이탈리아의 여러 지방과 마찬가지로 파스타와 채소 등이 주로 사용된다. 하지만 가장 특징적인 것은 소시지 만들기이다. 이는 흑돼지 사육이 이뤄지는 지역이 있기 때문으로 수세기 동안 지역의 이름을 따 정육점을 “Norcineria”라 불렀다.
봄여름에는 채소나 과일 수확이 활발한 반면 가을과 겨울은 사냥철이다. 보통 10월에서 2월까지가 해당된다. 육류가 매우 보편적인 편이지만 송어나 민물고기, 농어, 대구, 잉어 등 생선류도 많이 난다.

### 마르케주
마르케주 해안 지방에서는 해산물 생산이 많다. 내륙 지방은 돼지 사육이 많아서 햄 소비량이 상대적으로 많다. 햄을 만들 때에는 한입에 베어 물 수 있을 정도로 잘라서 덩어리로 만들어 보관한다. 닭고기나 생선을 절여서 파는 모습도 흔하며, 대개 구워 먹는다. 그 때문에 생선 수프가 별미이며, 최고급 생선 수프라면 적어도 13 종류의 생선을 요리해서 육수나 살코기로 내놓아야 한다고 보기도 한다. 대개 구이 요리(생선 및 육류 포함)는 마늘이나 로즈메리, 백포도주와 함께 요리한다. 일례로 대구 요리를 준비하려면 이틀 정도 물에 넣고 가시와 비린내를 제거해 토마토를 넣고 고기를 소스에 조리한다. 대구는 냄비에 넣기 전에 밀가루를 입혀서 튀기도록 하는데, 가장 좋은 빛깔은 금빛이다. 이를 “메를루초 알라 마르키지아나”(Merluzzo Alla Marchigiana, “마르케 지방의 대구 요리”라는 뜻)라고 부른다.
마르케주 남부 지방에서는 올리브 속에 다진 고기와 파르미자노 레자노를 넣어 튀겨낸 요리인 올리브 올라스코라나가 유명하다.

### 라치오주

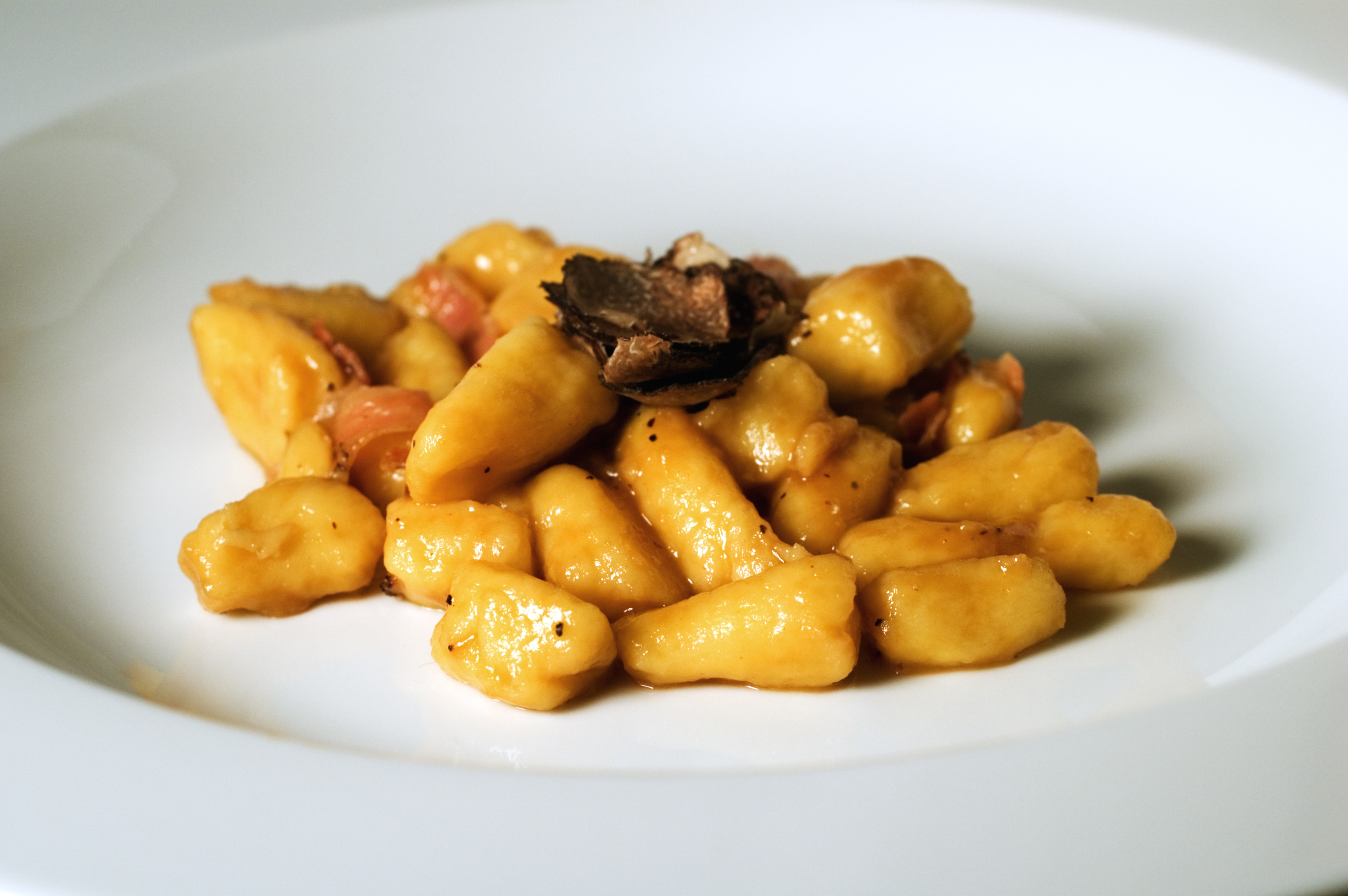
뇨키

라치오주에서는 영양 많은 파스타를 많이 먹는다. 칠리소스를 많이 쓰기 때문에 파스타 자체도 향이 강하고 매운 편이다. 라치오 사람들의 자랑은 돼지고기와 소고기 요리로서 파자타나 고다 알라 바이나라 등이 있다. 유대계 민족의 요리 영향을 조금 받았기 때문에 기원전 1세기 이후부터 그러한 형태가 나타났다고 본다. 양념은 대개 로즈메리, 백포도주, 후추로 구성되는데, 북부나 남부와는 상당히 다른 편이다. 살팀보카라는 요리는 로마에서 유래했다고 추측되는데, 세이지를 곁들여서 소고기를 구워 놓은 요리이며, 또 다른 형태로는 고기를 잘게 썰어 냄비에 물과 함께 넣은 뒤 채소나 크로브로 채워서 천천히 끓여 먹는 가로포라토(garofolato)가 있다. 채소 요리의 경우에는 다른 지방에서 흔히 먹지 않는 브로콜리나 누에콩을 많이 먹는 편이다.

### 아브루초주와 몰리세주

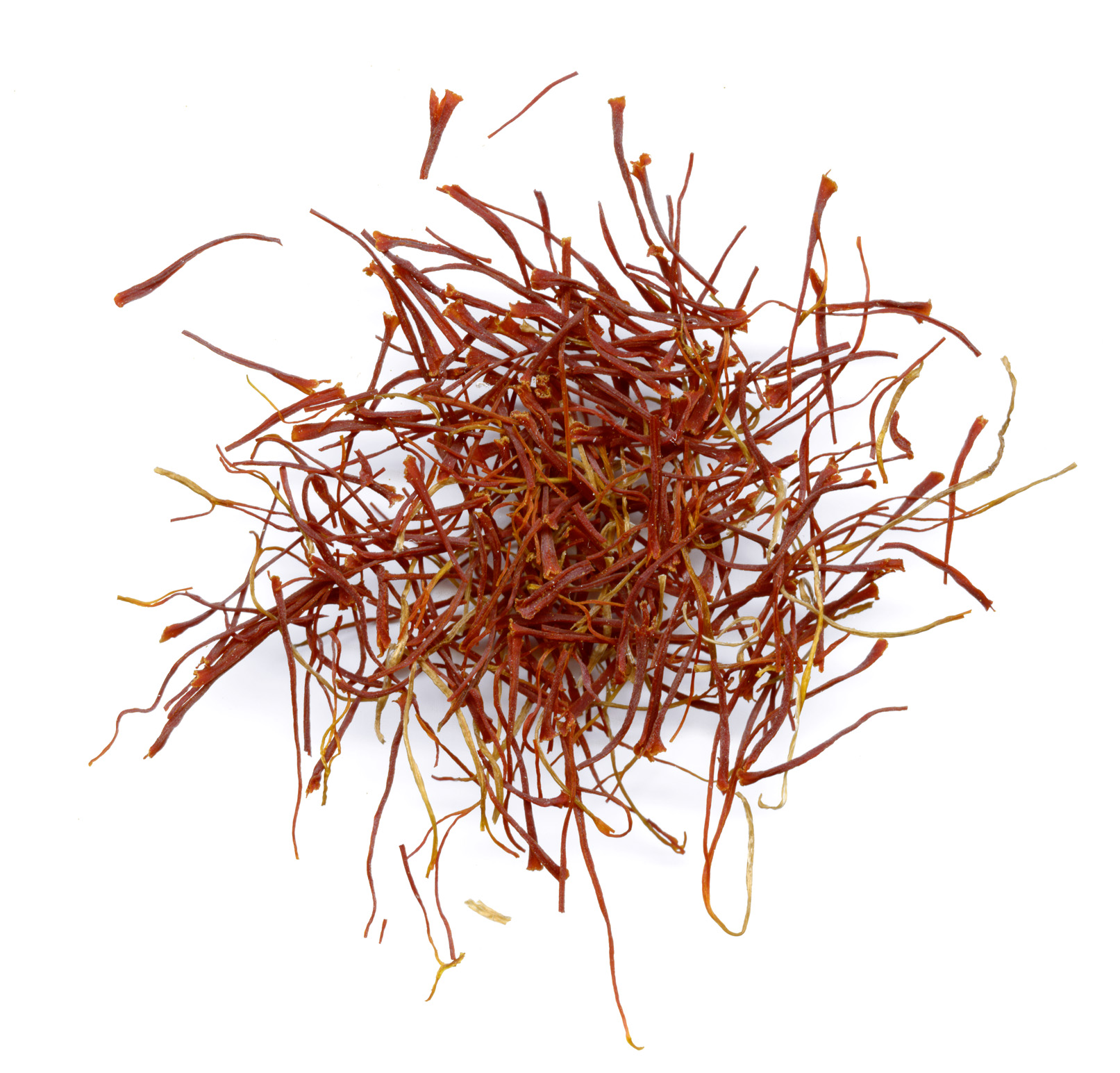
사프란

완두콩, 감자, 돼지감자 등의 채소류를 수프에 많이 넣으며 아드리아해 인근에 위치하고 있어 해산물 비중이 높다. 마늘이나 고추, 로즈메리 등을 멸치 염장에 사용되며 담수호에서 채취하는 생선도 있다. 두 지역은 페페론치노와 같은 칠레고추(칠리 고추)를 음식에 많이 사용하며 사람들은 이렇게 매운 음식을 “디아볼레티”(diavoletti, “작은 악마”)라고 부른다.
아브루초주의 오랜 관습인 '파나르다'는 정찬을 매우 오랜 시간동안 갖는 것으로 가난한 시절 쉼 없이 먹어보자는 바람에서 유래했다. 한편, 몰리세주는 아브루초주에 속해 있었으므로 식문화 또한 유사하다. 그러나 캄파니아주와 아브루초주의 특성을 두루 갖고 있어 남부와 북부 지방의 특징이 만난다고 볼 수 있다. 돼지고기 생산량이 많아 살라미나 프로슈토가 많이 난다. 손으로 만든 마카로니의 일종인 alIa chitarra가 고유 음식이며 생산되는 치즈 종류가 매우 많아 유제품 소비가 많은 지역이다.

### 캄파니아주

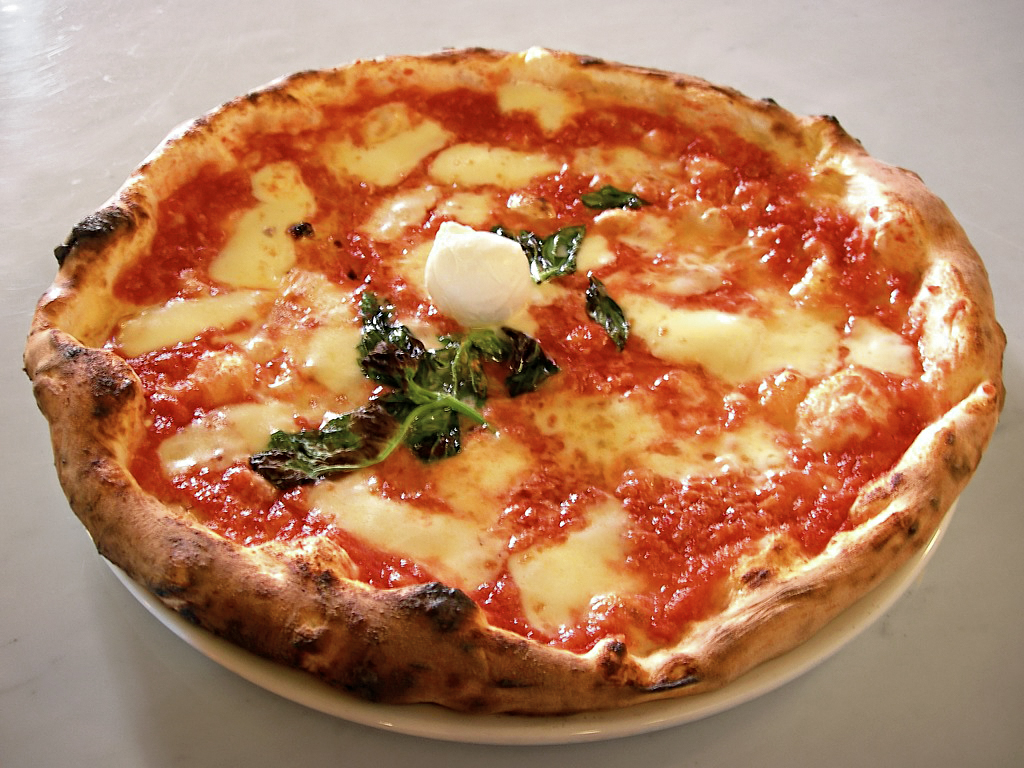
대표적인 이탈리아 음식인 피자에 기본 바탕이 된 정통 나폴리 피자 마르게리타

캄파니아주에서 나는 농산물로는 토마토를 비롯한 고추, 양파, 감자, 레몬, 오렌지, 회향 등 여러 종류가 있다. 이곳은 과거 화산 폭발 이후 생성된 지형이므로 땅이 비옥하여 생산물이 풍부하다. 마카로니를 만드는 밀의 일종인 듀럼이 많이 나서 파스타도 듀럼으로 만든다. 모차렐라 치즈가 매우 많이 쓰이는데, 대개 이 지방의 물소에서 나온 젖으로 만든다. 이 지역의 향토 피자는 아주 유명하며, 이 지방의 채소와 치즈가 곁들여지기 때문에 더욱 인기가 있다. 이탈리아식 케이크라고 할 수 있는 파스티에라나 스폴리아텔레, 럼 바바(babà) 등의 후식도 유명하다.
이 지방의 요리는 이탈리아 요리와 미국식 요리가 결합된 양상도 많이 보이며, 시칠리아계 주민이나 캄파니아주 출신자들이 미국으로 이민하면서 미국식 이탈리아 요리에 많은 영향을 미쳤다. 피자의 경우 캄파니아주의 중심지인 나폴리에서 모든 피자의 기본이 유래했다고 생각하는 경우가 많지만, 20세기에 그 모습이 많이 정형화되고 달라졌다.

### 풀리아주

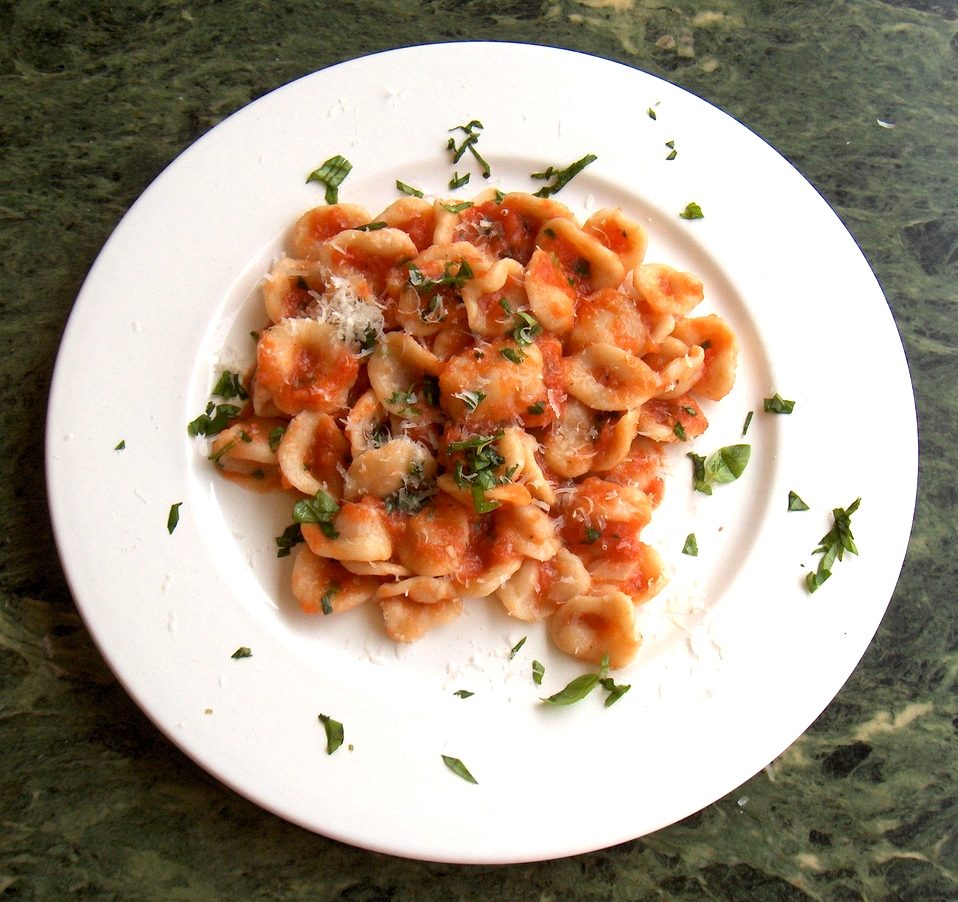
토마토 소스를 곁들인 오레키에테

풀리아주의 북부는 마늘과 양파 생산량이 많은 곳이다. 요리의 특성은 그리스와 상당히 흡사한 모습이며 이탈리아 전체에서도 특히 토마토소스가 맛있고 풍미가 풍부하기로 유명하다. 올리브 기름은 이탈리아 전체 생산량의 1/3을 차지할 정도로 생산량이 많다.
파스타를 말려서 만들 때 마카로니 밀을 쓰기 때문에 다른 지역에 비해 밀가루 반죽 자체가 딱딱한 편이라고 한다. 가장 대표적인 요리는 오레키에테로 미트소스나 채소 국물로 요리하며 카바텔리 또한 문어나 굴을 감자나 쌀과 같이 요리하여 먹는 것으로 풀리아주의 고유 음식이다. 특이한 요리로는 양의 내장을 잘게 잘라서 볶아 먹는 네메리데(Gnemeridde), 내장을 잘게 잘라서 겨자와 먹는 꽈기아리데(Quagghiaridde)는 현지에서도 맛보기 어려운 아주 오랜 고대 그리스 시대의 요리이다. 양고기 요리가 가능한 이유는 남부 지방이 육류 소비가 드묾에도 불구하고 풀리아는 양 사육지 면적이 상당히 넓기 때문이다. 토마토나 주키니호박, 브로콜리, 감자, 시금치, 토란, 회향, 콩과 식물이 많이 난다. 굴과 무화과 섭취가 많은 지역이며, 양고기나 염소고기는 때때로 먹는다.
그리스의 영향 하에서 구운 양고기와 꿀을 바른 후식이 유행했다면 로마 시대부터 포도주와 올리브유 사용이 시작됐다. 무화과, 대추야자의 사용이 많다.

### 바실리카타 주

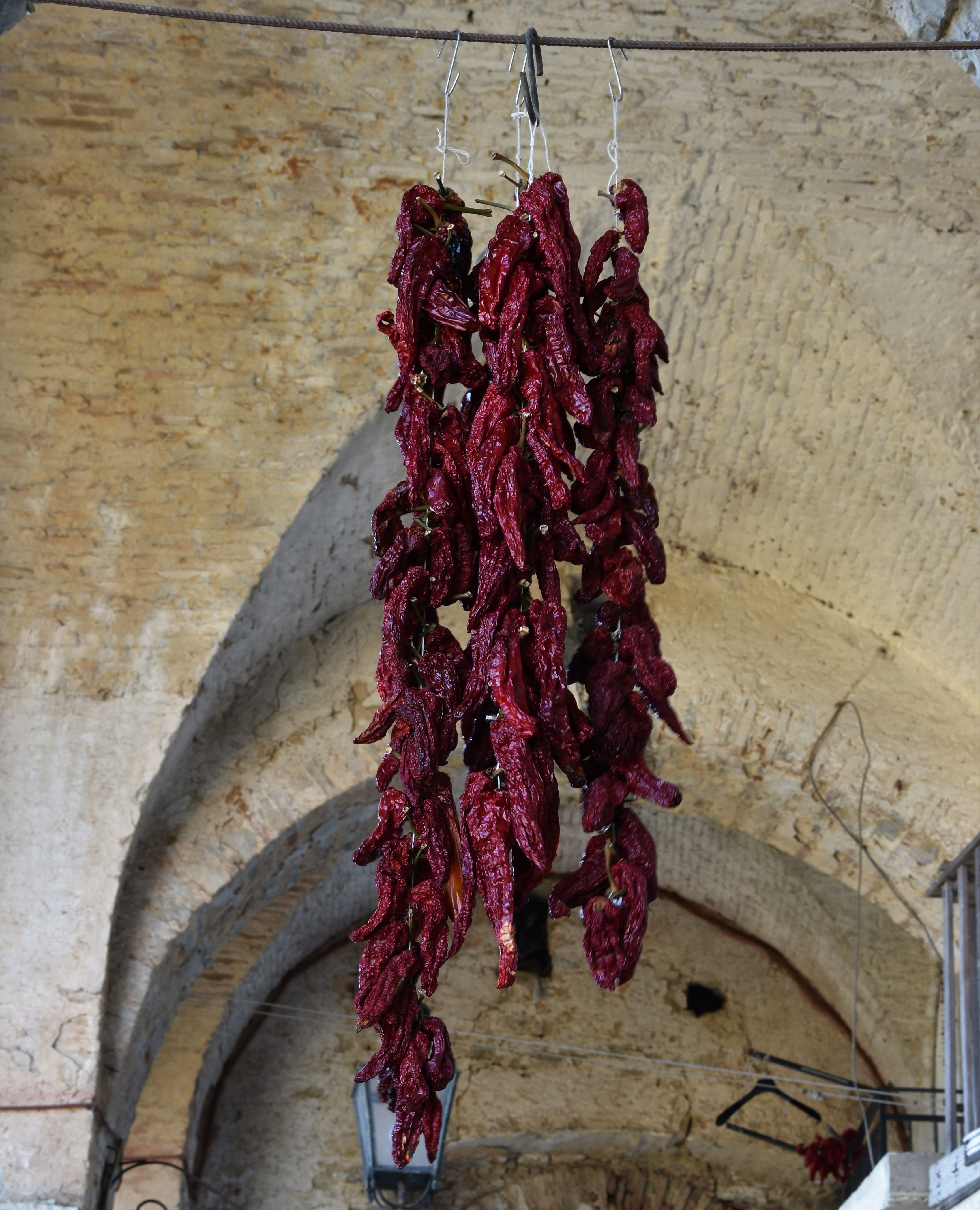
일반 루칸 요리 메뉴인 햇볕에 말린 크루치 피망

바실리카타주에서는 올리브, 콩, 고추 등이 많이 생산되며 육류의 경우 돼지고기와 양고기를 소비한다. 돼지고기는 살라미나 소시지로 만들어 먹으며 부패를 막기 위해 올리브유를 사용하는데 양고기 문화는 고대 그리스 문명 때부터로 추정되고 있으며, 굽기 및 튀기기, 삶기 등 여러 방법을 모두 사용한다. 양유(양의 젖)로 만들어 먹는 치즈는 그 종류는 아주 다양하며, 포도주의 경우에는 적포도주인 아글리안시오(Aglianico)가 명성이 높다. 쓴 맛이 나는 디제스티프(소화를 돕는 일종의 술)가 이곳에서 유래했다.
라사냐는 로마 시대 때 유래하여 완두콩, 호두, 콩 등을 곁들여 조리된다. 여러 식재료가 나기에 육류나 채소를 기본으로 한 수프가 많이 소비되는데 토마토와 마늘, 양파 등을 갖고 요리하며 참치나 청어, 멸치나 대구도 소비된다.

### 칼라브리아주
아랍인의 손길이 예로부터 전해진 고장이기에 칼라브리아주에서는 이탈리아 전체에서도 정복자 혹은 손님의 맛이 많이 풍긴다고들 한다. 오렌지나 레몬, 건포도, 아티초크 등도 많다. 특별히 수도자들이 모여 사는 지방이 있는데, 이곳에서는 우유나 치즈 등 유제품을 많이 섭취한다. 나폴레옹 시절에 프랑스의 영향력이 미쳤던 곳이기 때문에 요리 용어나 기구의 이름이 프랑스어의 정취를 풍긴다. 스페인 요리의 영향도 많이 받았다. 해산물 요리로는 황새치, 새우, 바닷가재, 멸치, 오징어 등도 많이 먹으며, 멜론이나 수박이 많이 자라는 지방이다. 과일이 많이 나므로 샐러드도 많이 해 먹는데, 이를 Macedonia di frutta (과일 샐러드의 일종)라고 한다. 칼라브리아 일대에 포도나무는 19세기가 돼서야 그리스에서 들어왔으며, 상당히 늦게 포도나무 자체가 들어온 만큼 포도주 문화도 늦게 정착한 편이다. 이탈리아 전체에서도 이 지역의 요리 문화에 대해서는 관련 정보가 그리 많지 않은 편인데, 감귤류나 빨간빛이 도는 양파가 특산물로 많은 사람이 먹는다. 밤이 많이 나기 때문에 밤을 이용한 후식거리가 제철에는 꼭 식탁에 오른다.

### 시칠리아주

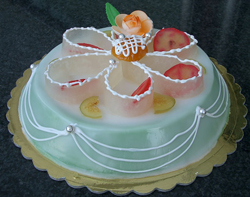
카사타, 여러 가지 견과류나 리코타, 꿀을 바른 과일 등으로 장식한 전통 케이크

시칠리아주는 고대 그리스의 영향이 많이 나타나는 지방이다. 신화에서는 디오니소스가 시칠리아에 포도주를 가지고 들어왔다고 한다. 고대 로마가 시칠리아를 정복하였고, 거위 요리를 많이 만들어냈다. 비잔티움 제국은 달고 시큼한 맛이 나는 음식을 선보이는 데 결정적인 역할을 했고, 10세기와 11세기에 걸쳐 아랍계 민족이 살구, 설탕, 멜론, 쌀, 사프란, 땅콩, 정향 등을 가져왔다. 노르만족이 고기 요리를 많이 유입시켰으며, 스페인의 신세계 발견 이후 그 영향으로 코코아, 칠면조, 옥수수, 토마토를 아주 빨리 받아들인 지역이기도 하다. 참치나 붉돔, 오징어, 황새치도 많이 쓰인다. 시칠리아의 요리는 상당히 맛이 자극적이며 매운데 다 짠맛도 강하기 때문에 한국 요리와 비슷하다고 보기도 한다. 풍부한 해산물을 바탕으로 하기 때문에 피자나 파스타도 짭짤하거나 비린 맛을 풍긴다. 여러 세기 동안 아프리카와 유럽의 각축전이 벌어졌으므로 아직도 그리스나 모로코 요리에서 나타나는 쿠스쿠스가 있다. 아랍 지배 시에는 다양한 과일 나무가 들어오면서 과일이나 감귤 향을 더하여 만드는 스차르바트(Sciarbat)가 생겨났으며 현재의 “셔벗” 형태로 세계인의 입맛을 사로잡게 됐다.
앞서 설명되었듯, 시칠리아 요리의 4대 요소는 올리브, 토마토, 모차렐라 치즈, 해산물이다. 섬이기 때문에 생선 내장도 버리지 않고 식재료로 쓰며 파스타에도 갖은 해산물을 이용하여 먹기 때문에 갯내가 나지 않도록 하여 조리하는 요리가 많다.

### 사르데냐주
사르데냐주는 왕새우, 문어류, 참치, 정어리, 참새우 등 해산물이 주를 이루는 지방이다. 멧돼지 수컷을 잡아다가 통째로 바비큐를 하거나 일부 부위를 이용해서 콩 스튜를 만들어 먹는 경우가 흔하며 대개 이 스튜를 빵에 찍어서 먹는다. 민트나 도금양 종류의 향신료도 많이 쓴다. 사르데냐 빵은 바싹 마른 딱딱한 빵인데, 습기가 많은 빵보다 저장 기간이 훨씬 길다는 장점이 있다. 일례로 시브라시우(civraxiu), 코코이 피나투스(coccoi pinatus) 등이 있으며 빵 자체에 장식을 해서 내놓는다. 피스토쿠(pistoccu)라는 빵은 밀가루와 물로 그냥 반죽해서 구운 빵으로 대개 긴 여행을 하는 사람들이 가지고 다닌다. 하지만 집에서는 보통 바질이나 토마토, 향이 나는 치즈와 같이 먹는다.
빵은 사르데냐 사람에게 축제와 풍요함의 상징이며, 결혼식에는 층층이 조각을 내서 윗부분을 고딕 성당처럼 꾸미고 설탕으로 만든 꽃을 세운다. 새 부부가 될 사람들을 축복하고 결혼식 전까지는 케이크 크기에 맞게 천을 준비해 위로 덮어둔다. 다른 특별한 경우에 쓰이는 빵은 세례 의식 때 쓰는 것으로 레이스처럼 장식을 많이 한다. 한편 장례식 때 제공되는 빵은 빵 자체의 외피를 어두운 색으로 만들며, 이는 죽음을 상징한다.
사르데냐에서는 예로부터 사냥이 성행했는데, 사냥철에는 살이 손상되지 않도록 하기 위해 그물로 조류를 잡는다. 예로부터 부리를 묶은 채로 끓는 물에 끓여 요리하였는데, 털을 뽑은 후에 내장을 씻지는 않는다. 과자의 경우에는 오렌지 꽃으로 향기를 낸 것이나 아몬드를 많이 사용한다.
바다를 끼고 있어 해산물 요리가 많으며 통으로 쪄서 먹는 방식이 전해진다.

## 재료

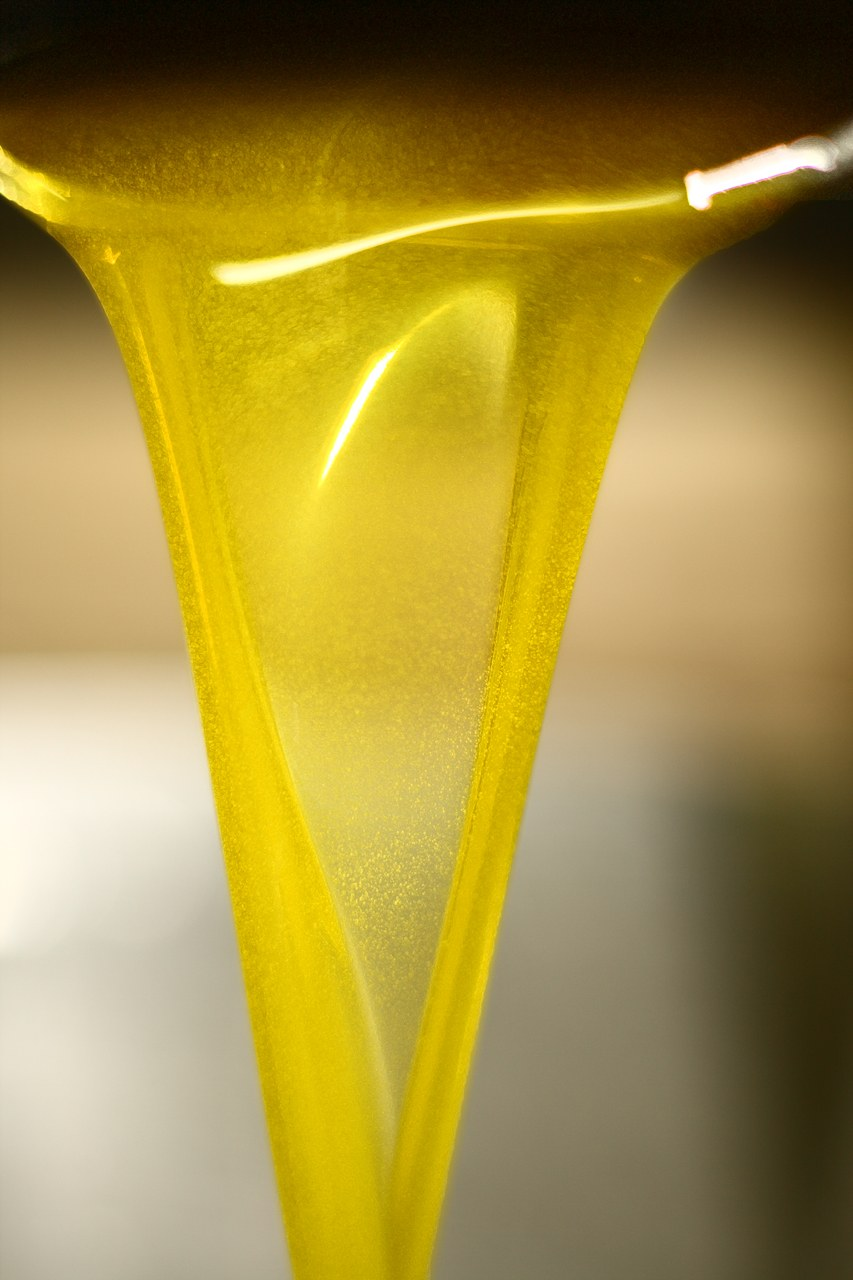
엑스트라 버진 올리브유

전통적인 이탈리아 요리에는 말고기를 제외한 거의 대부분의 육류, 토마토, 해산물, 치즈가 사용된다. 이탈리아 요리의 전형적인 재료인 올리브유는 식물성 기름으로 사용되는 주재료이며 소스의 기본으로 사용되기에 버터나 라드의 대용품으로 널리 쓰인다. 남부 지역의 경우에는 토마토 소스를 사용하는 것을 기본으로 하되 북부에 비해 올리브유를 많이 사용한다. 후추와 올리브유, 마늘, 오레니, 늙은 호박 뿐 아니라 해산물의 경우 참치나 안초비, 대구, 케이퍼 등도 사용된다.
이탈리아 북쪽에서는 청어를 비롯한 수산물, 감자, 쌀, 옥수수, 소시지, 돼지고기를 비롯해 다양한 치즈가 많이 쓰인다. 반면에 리구리아 지방의 요리는 상당히 다른 편이어서 해산물 요리에 그 역량이 집중돼 있는 편이다. 페스토에서 사용되는 바질이나 견과류, 올리브유도 흔히 볼 수 있다. 에밀리아로마냐 주에서는 살라미의 여러 종류를 비롯해 트뤼프와 그라나 치즈, 프로슈토, 라구 소스를 흔히 사용하며 햄과 비슷한 코테키노 모데나도 흔하다.
파스타는 길이, 너비, 모양에 따라 그 종류가 세분화되며 매우 다양하다. 크게 건조된 면이냐 생면이냐에 따라 두 범주로 나뉘며 파스타의 종류는 특별히 곡물 뿐 아니라 어떻게 밀가루를 빻는가에 따라서, 모양이나 형태에 따라서도 나뉜다. 파스타는 면 자체 뿐 아니라 파스타가 주재료인 음식을 가리키는 용어로 쓰이며 여러 종류의 소스와 함께 어우러진다.
후식에는 제철 과일이 널리 쓰이는데, 바닐라, 시나몬, 리코타 치즈, 꿀이 보편적으로 쓰이며 파스타 종류와 함께 어울러지는 경우가 많다.

## 식당

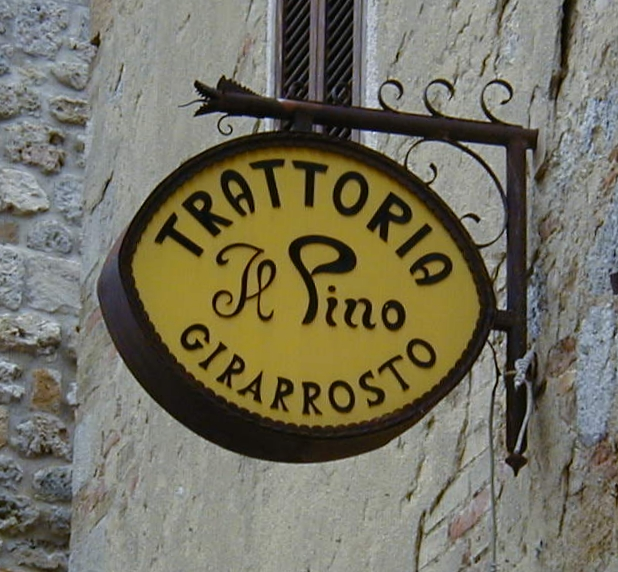
트라토리아

각 식당의 종류는 전통적으로 해당되는 음식을 제공하는 역할이 구분돼 있다.
| 장소                  | 묘사 |
| --------------------- | --- |
| 농경 관광             | 식사와 숙박을 제공하는 관광을 접목한 농업의 형태. 식사는 손님에게만 제공되고 보통 이탈리아에서는 초록색이나 금색으로 나이프와 포크가 간판으로 걸려 있다.                                                          |
| 바/카페(Caffé)        | 커피나 주스, 술까지 취급하는 식당. 대개 오전 6시부터 오후 10시까지 운영을 한다. 파니노나 트라메지니(샌드위치), 스푸티니(올리브, 감자칩, 프리타라 등)                                                              |
| 비레리아              | 중북부 지방에서 흔히 볼 수 있는 바의 일종으로 맥주집이다. |
| 프라스카/로칸다       | 과일주를 포함한 포도주를 취급하는 곳으로서 저녁에 문을 열어 안주와 같이 제공한다. |
| 젤라테리아            | 이탈리아에서 흔히 볼 수 있는 아이스크림 가게로서 술도 취급하는 곳도 있다. 이탈리아의 아이스크림이 젤라토이기 때문에 단순히 가게에 들어가서 앉아 먹을 수 있다. 아이스크림 후식이나 커피, 주류 등도 파는 곳이 있다. |
| 오스테리아            | 여인숙과 흡사한 곳으로 식사를 함께 제공하는 곳으로 볼 수 있다. 레스토랑보다 저렴한 편이고 타볼라 칼다보다는 비싸다.                                                                                               |
| 파니노테카            | 샌드위치 가게 |
| 피제리아              | 불화덕으로 구운 피자를 제공하는 식당의 종류 |
| 포렌테리아            | 에밀리야 로마나 주에서 제한적으로 나타나는 지방의 식당 |
| 리스토란떼            | 일반적으로 생각하는 식당으로서 식당 메뉴판에 맞춰 정식 요리를 제공하는 식당 |
| 스파케테리아          | 나폴리에서 유래했으며 파스타와 주요 요리를 정찬식으로 제공한다. |
| 타볼라 칼다           | 문자 그대로는 "뜨거운 식탁"이라는 뜻으로 지방에 많이 존재한다.오전 11시 경에 문을 열어 저녁 늦게 닫는 편이다. |
| 트라토리아(Trattoria) | 가족이 경영하는 식당으로 보통 저녁식사를 제공하는 식당이다. 대중 식당으로 저렴한 가격에 음식을 제공한다. |

## 식사 구성

### 아침

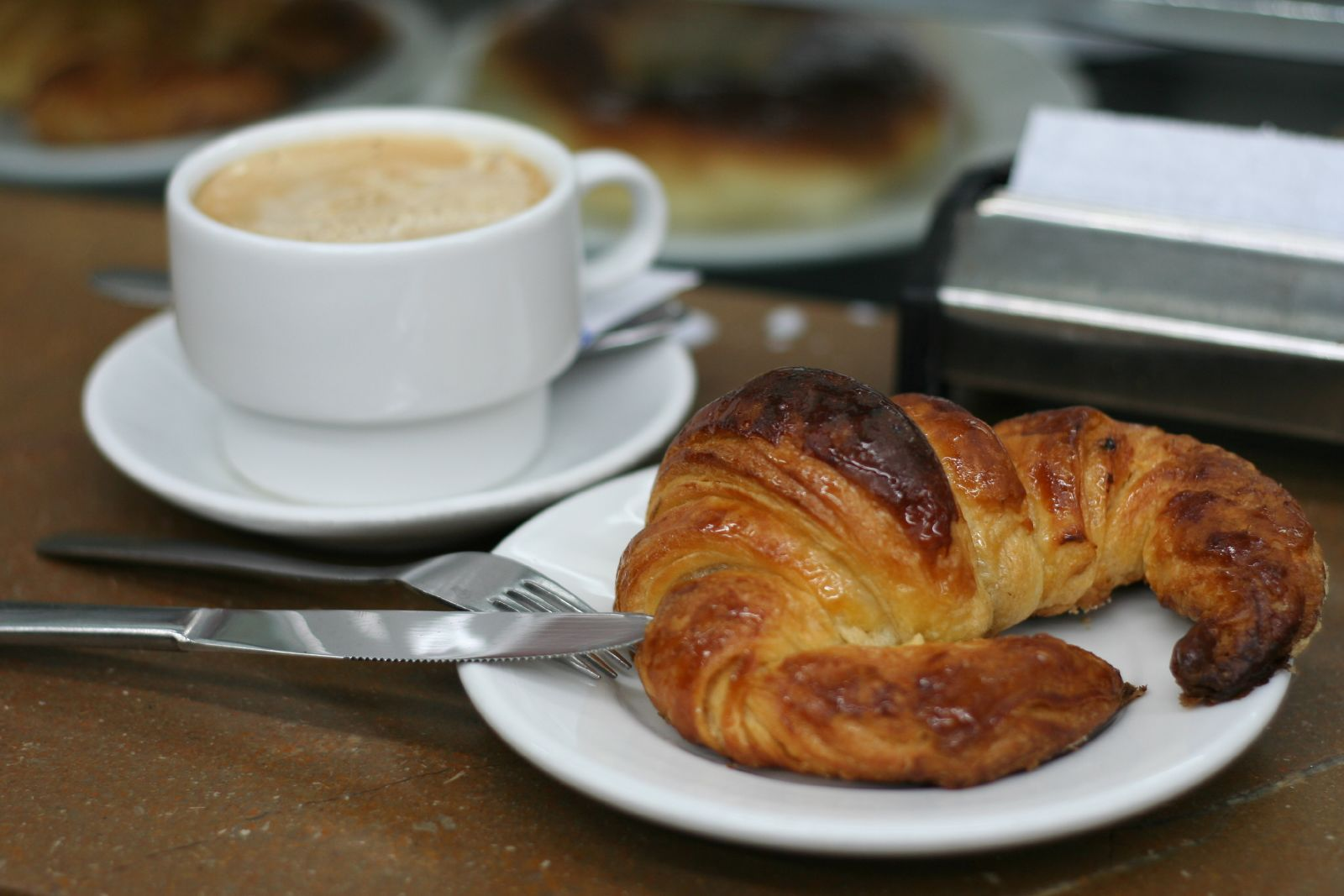
전형적인 이탈리아 아침 식사, 카푸치노

이탈리아의 아침 식사는 colazione로 불리기도 하며 대개는 프랑스, 그리스, 스페인 식과 유사한 면이 많다. 전통적인 아침 식사로 이태리인들은 카푸치노를 자주 먹으며 빵이나 롤케이크를 잼의 종류(prima colazione 아니면 간단히 colazione)에 발라 먹는다. 쿠키 같이 딱딱한 빵에 버터나 잼을 발라 먹는 프티 비스코타테(Fette biscottate)를 많이 먹는다. 아이들의 경우 핫초코와 우유를 데워 먹거나 약간의 커피를 타서 먹는다. 커피 가게에서 아침 식사를 한다면 가벼운 카푸치노에 제과류를 곁들이거나 아침용 시리얼, 설탕에 과일을 졸여 만든 콤포트를 자주 먹는다.

### 점심
점심(Pranzo)은 이탈리아 식사에서 가장 주요한 부분을 차지하는 식사이다. 대개 낮 12시에서 오후 2시에 점심을 먹으며 에피타이저로 대개 차갑게 식힌 고기나 햄, 치즈, 샌드위치, 올리브나 소스를 먹는다. 첫 코스(primo)는 파스타나 스파게티, 수프, 크레페, 라비올리, 리소토 등으로 고기가 아닌 따뜻한 음식으로 한다. 두 번째 요리(secondo)는 육류나 생선이 많이 나오고 마지막 후식으로는 단 음식과 과일을 먹는다. 또한, 견과류나 피스타치오도 많이 먹는다. 오늘날에는 식사 시간이 많지는 않다 보니, 갈수록 식사 시간이 줄어드는 편이지만 여전히 집에서 먹는 경우가 많다.

### Merenda(오후 간식)
대부분의 이탈리아인들, 특히 아이들은 과일, 요구르트, 아이스크림, 견과류, 과자나 비스킷, 케이크, 무스 등을 먹는다. 일선 학교에서의 간식 시간은 오후 3시에서 5시 사이다.

### Cena(저녁 식사)
저녁 식사는 보통 오후 7시 30분에서 오후 9시 30분 사이에 하며, 북유럽 국가와 비교하면 꽤 늦은 시간이지만 스페인이나 다른 지중해 국가보다는 빨리 먹는 편이다.
대개 샐러드나 수프, 리소토로 간결하게 먹으며 점심 때 먹은 음식을 다시 데워 먹는 경우가 많아 점심과 비슷하다.

## 정찬

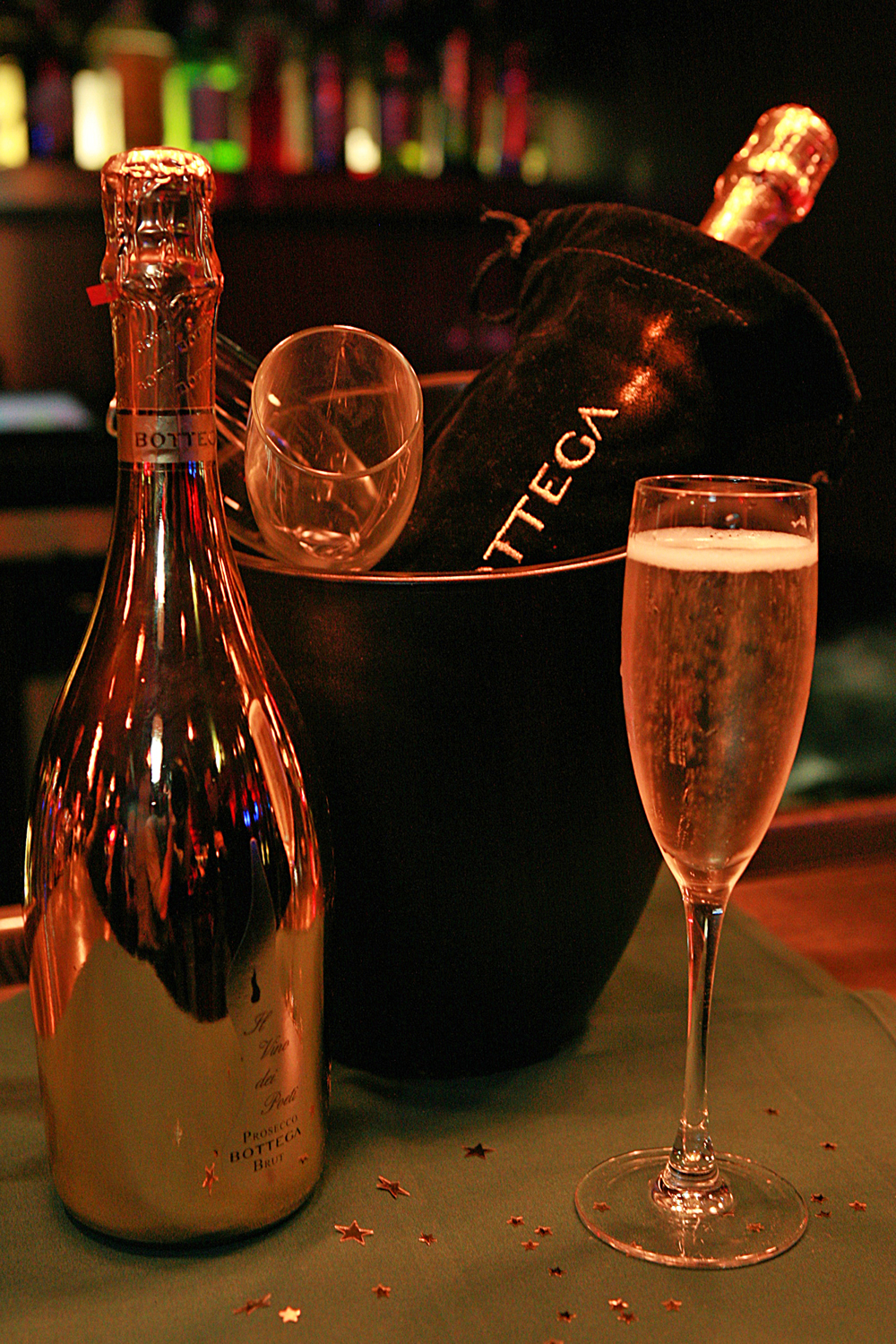
프로세코는 식전주로 즐겨 찾는 술이다.

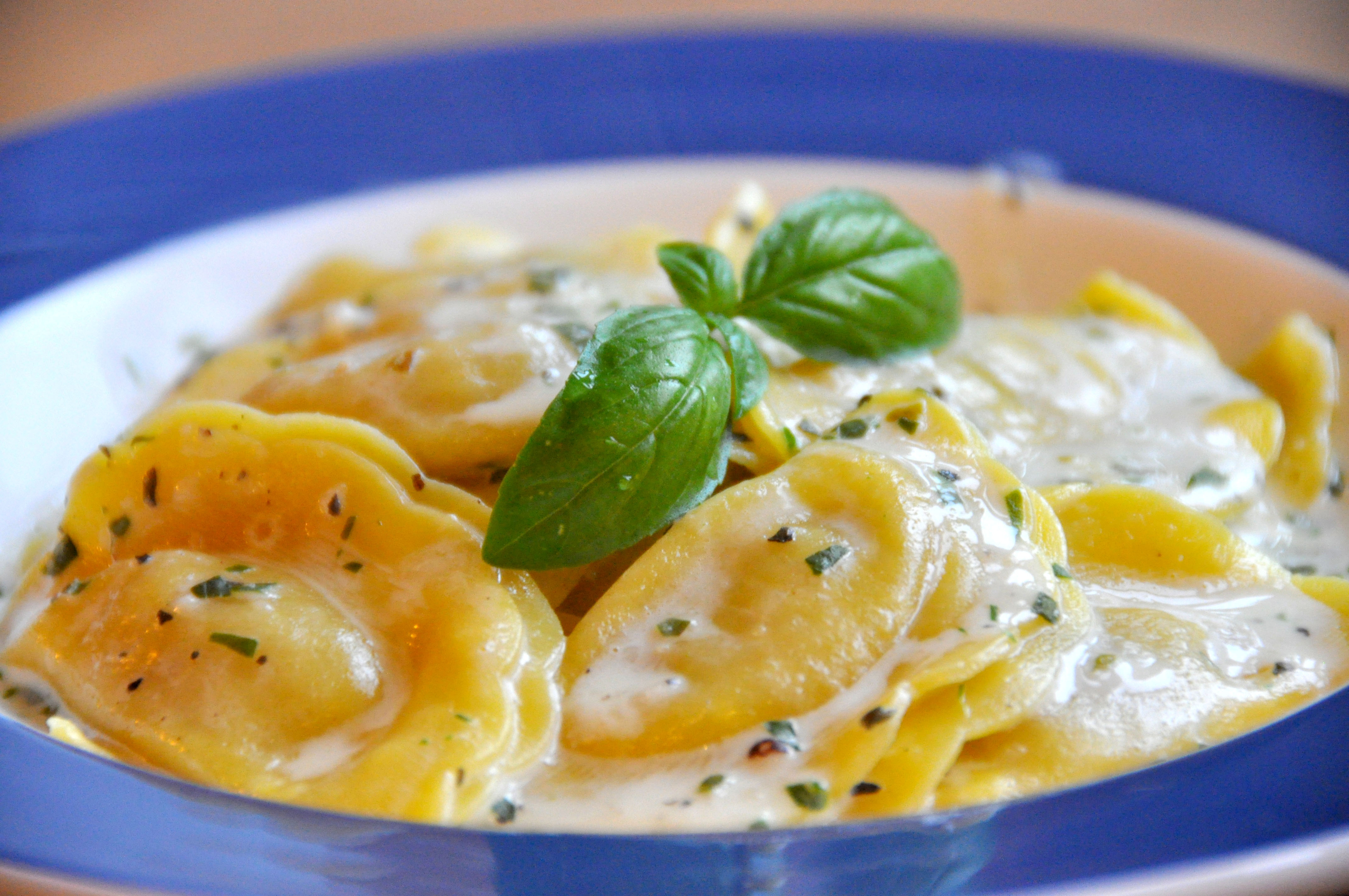
파스타의 한 종류인 라비올리

이탈리아 요리의 정찬식은 대개 서너 개로 구성되며 식사는 친구나 가족과 함께 하는 시간이다. 명절이 되면 전체 식사를 마치는 데만 몇 시간이 걸린다.
일반 가정에서 전통 요리는 결혼식 때 먹으며 대개 일상적인 상차림으로는 커피와 파스타, 리소토 등이 해당된다. 리소토 같은 음식은 첫 번째 코스인 프리모(primo)에 나온다.
아페르티보(Aperitivo)식전 음식이라고 할 수 있는 아페르티보는 결혼식 같은 행사나 명절에 먹는 요리이며 정찬 요리 전에 나오는 음식이다. 서서 먹는 경우가 흔하며 식전주(포도주)와 함께 먹는다.
안티파스토(Antipasto)문자 그대로는 “식사 전”이라는 뜻이지만, 차갑거나 뜨거운 요리를 먹는다. 연어나 참치로 요리한 음식을 많이 먹는다.
프리모(Primo)“첫 번째 순서”인 프리모는 파스타, 리소토, 뇨키, 폴렌타, 수프 등을 많이 먹으며, 대개 곡류를 이용한 음식을 주로 먹는다.
세콘도(Secondo)“두 번째 요리”라는 의미로서 생선이나 육류로 만든 정찬 요리를 먹는다. 전통적으로는 돼지고기, 닭고기가 가장 많이 쓰이며 북부 지역의 경우 제2차 세계 대전을 기점으로 쇠고기가 더 흔해졌다. 이외에는 비둘기나 꿩고기 요리도 흔하다. 생선은 자연히 해안을 낀 지역일 경우 더 흔히 볼 수 있다.
콘토르노(Contorno)“곁들여 먹는 음식”(부식)인 콘토르노는 채소나 샐러드를 먹게 된다. 전통적으로는 샐러드를 프리모와 세콘도 동안 먹는다.
포르마조 에 프루타(Formaggio e frutta)“치즈와 과일”을 먹는 단계로 첫 번째 후식에 해당된다. 치즈의 종류뿐 아니라 개인의 취향도 다르기 때문에 기호에 따라 다른 치즈를 먹게 된다. 밀가루 반죽을 넣어서 살짝 겉만 튀겨 먹기도 한다.
돌체(Dolce)“단것”이라는 의미의 돌체는 후식으로 아이스크림이나 과일을 비롯해 과자나 케이크, 티라미수를 포함하기도 한다. 아이스크림의 경우에는 생과일을 얹어 먹기도 한다.
파스티체리아(Pasticceria)단 과자를 달리 부르는 말로 돌체와 식사의 일부로 구분할 수 있다. 주로 직접 만들거나 사서 먹는데 개인 취향에 따라 요리해 먹는다.
디제스티보(Digestivo, 식후주)원어 Digestivo는 소화를 돕는다는 뜻으로서 식후에 술을 마시면서 소화가 잘 되도록 돕는다는 뜻을 지닌다. 대개 레몬 맛이 강한 술을 주로 먹는다.
카페(Caffè)커피
식당에서 코스 요리를 먹게 될 경우에는 식사 순서에 일부 차이가 나타날 수도 있다.

## 음료

### 커피

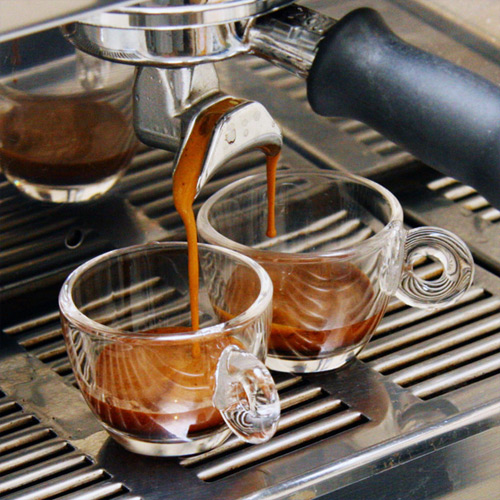
에스프레소

이탈리아식 커피(이탈리아어: caffè, 카페)는 에스프레소라고도 불리며, 세계적으로도 통용된다. 에스프레소를 만드는 커피는 대개 검은빛이 진한 커피콩을 쓴다. 이탈리아 자체적으로는 북쪽일수록 그 빛깔이 연하고 남쪽으로 내려갈수록 커피콩의 색깔이 진해진다. 최근 이탈리아에서 소비하는 커피는 거의가 브라질산이며 다른 지방의 커피를 블렌딩(섞어)사용한다.
대개 커피는 작은 커피 잔에 내놓으며 카페 마키아토는 위에 우유를 곁들인다. 리스트레토는 이탈리아의 전형적인 커피로서 물이 덜 들어가기 때문에 맛도 강하다. 카푸치노는 위에 우유를 거품지게 해서 모양을 만들기도 하는데 대개 아침에 많이 먹으며 아침 이후에는 에스프레소를 마시는 것이 보통이다.

### 주류

#### 포도주

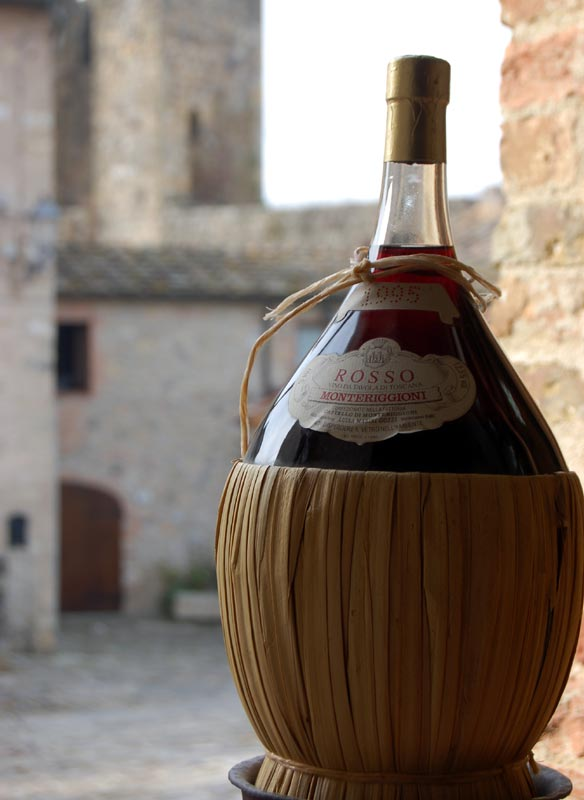
피아스코 형태의 병에 담긴 이탈링 포도주

이탈리아는 가장 많은 포도주를 생산하는 나라이며, 소비 및 수출 규모에서도 단연 독보적인 위치를 차지하고 있다. 일부 자료에서는 포도주 생산의 2/3가 이탈리아에서 생산되고, 그 제품이 독일이나 프랑스에서 증류된다고 보기도 한다. 이탈리아에서 증류되는 포도주의 자체 생산량은 신대륙 전체를 앞지른다. 하지만 이탈리아에서 생산하는 포도주의 25%만이 실제로 개인 소비자에게 판매되거나 병으로 포장되어 시장에서 팔린다. 20개 지방마다 포도주는 그 특성이 천차만별이며 극과 극을 이룬다.
최근 포도 생산자들은 과거의 낡은 농장 이미지를 청산하고 새로운 이탈리아식 포도주 생산을 목표로 뛰고 있다. 이를 위해 이탈리아 정부는 포도주 산업을 관리 및 통제하는 법안을 통과시켰다. DOC(Denominazione di Origine Controllata)라는 이 법은 1963] 정부 발의로 공표돼 생산 지역을 표시하기 시작한다. 정기적으로 법안이 개선되고 있으며 1980년에 DOCG(Denominazione di origine controllata, 데노미나지오네 디 오리지네 콘트롤라타-원산지 명칭 통제 보증)로 바뀌었다. DOCG는 이탈리아에서도 최고의 질을 자랑하는 엄선된 포도주를 말한다. 원산지와 질, 생산 방법, 숙성 기간에 이르기까지 DOC 꼬리표를 보고 확인할 수 있는 제도이다.
하지만 이탈리아의 포도주 등급 체계가 근본적으로 맛 자체를 보증하지 않는다는 것은 다른 국가의 등급과 흡사한 의문점을 갖고 있기는 하다. DOCG의 경우에는 포도주 중에서도 가장 엘리트 집단이라고 하지만 관리상 허점을 드러낸 경우도 있으며, DOC의 경우에는 지자체나 농장이 직접 현대화를 꾀하고 질적 향상에 주력할 수 있게 돕고 있다. 이외에도 VdT(프랑스어: Vin de table)는 특정 규정이 필요치 않은 테이블 포도주의 일종으로서 저렴한 상품은 물론 창조적인 포도주에 도입되는 기준이다. VdT는 유럽식 기준이 이탈리아 포도주 등급 체계에 영향을 끼치게 됨에 따라 나타나고 있는 현상이라고 할 수 있다.

#### 맥주
이탈리아에는 여러 다양한 맥주가 존재하며 대개는 옅은 색의 맥주 종류(Pale lager)가 많다. 그러나 맥주는 자국 내에서 포도주만큼 흔하지 않으며 다만 갈수록 그 보편화가 두드러지고 있는 추세이다. 2008년 월스트리트저널의 발표 결과 여전히 포도주를 선호하는 비율이 전체적으로는 높으나 젊은 층 사이에서 맥주 선호도가 두드러지게 증가하고 있다. 가장 이름 높은 이탈리아 맥주 증류사는 페로티 사와 비라 모레티 사이며 여러 양조 업체가 존재한다. 이전에 오스트리아의 영토였던 쥐트티롤 지역이 맥주로 가장 유명하며 소비량과 증류량도 가장 많다. 보통 이탈리아에서는 피자 가게에서 맥주를 취급한다.

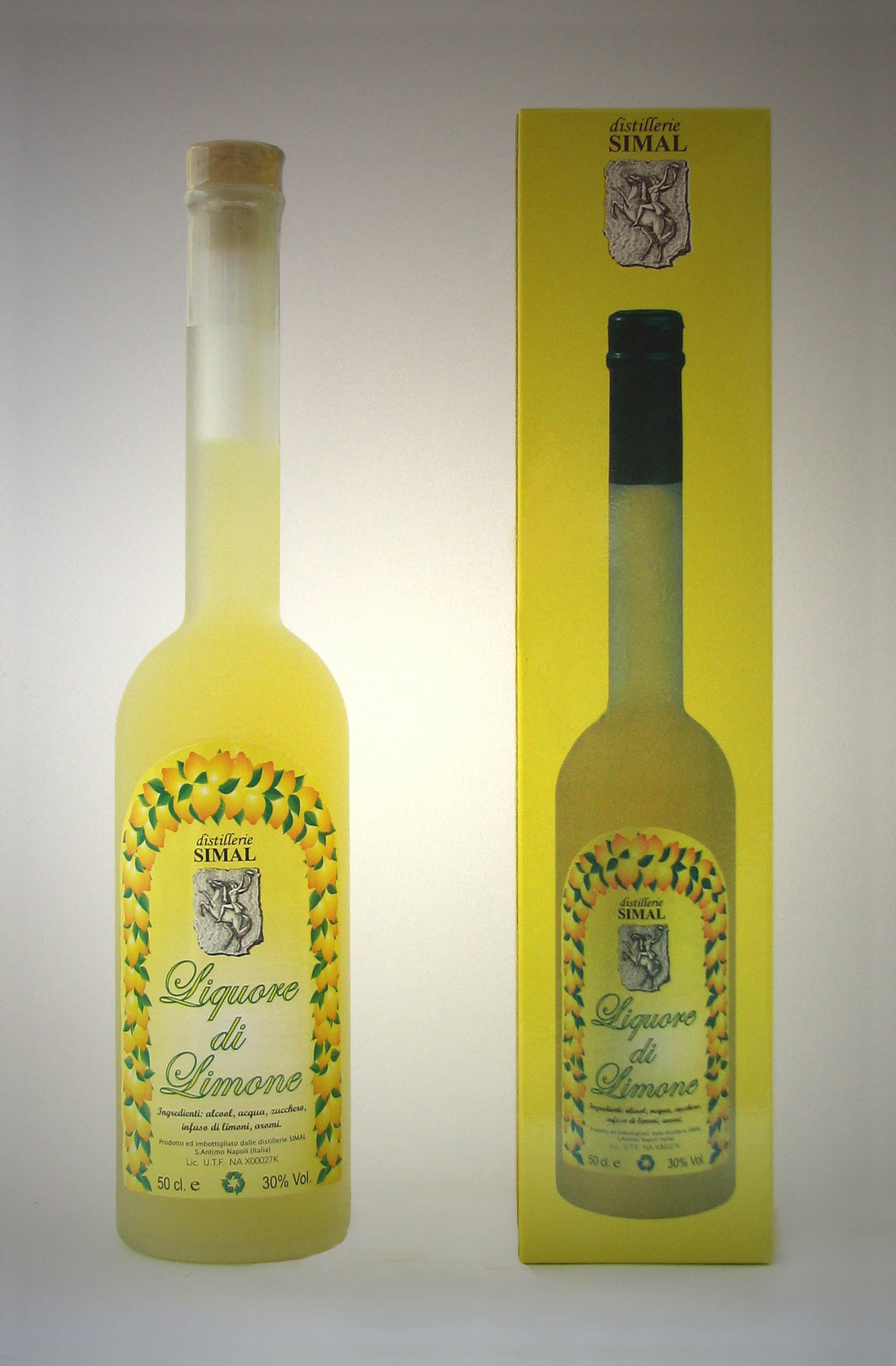
레몬으로 만든 소프트드링크 일종인 리몬첼로

#### 기타
여느 나라들에도 각 지역마다 전통주가 있듯이 이탈리아에도 여러 다양한 전통주가 재료, 발효법에 따라 각기 존재하며 대중성을 얻은 주류도 있다. 대표적으로는 시칠리아 지방에서 유래한 레몬 증류주인 리몬첼로가 있으며 소렌토, 아말피, 나폴리 만 지역에서 보통 음용하는 비율이 특히 높다. 레몬을 첨가한 술로서 향이나 맛이 굉장히 세기 때문에 극히 소량으로 섭취하며 작은 잔이나 컵에 담아 먹는다. 아마로 아베르나(Amaro Averna)는 시칠리아식 식후주로서 정찬 후 마시며 여러 허브를 첨가한 주류이다. 그라파(Grappa)는 북부 지방에서 볼 수 있는 주류로서 알프스나 포 계곡 지역의 식문화에서 특히 흔하다. 보통 그라파 주는 베네토주, 피에몬테주, 트렌티노 지방에서 많이 증류되며 가장 이름 높은 세 종은 Martini & Rossi, Vermouth, Campari이다. 전 세계적으로도 인기를 지속적으로 얻고 있는 스파클링 와인의 경우 프랑스산 샴페인 대신 프로세코를 많이 마신다. 프랑스산 샴페인이 비싼 탓에 특별히 베네토 주에서 많이 나는 프로세코를 마시는데 프로세코는 이탈리아 백포도주의 일종이다.

## 명절 음식

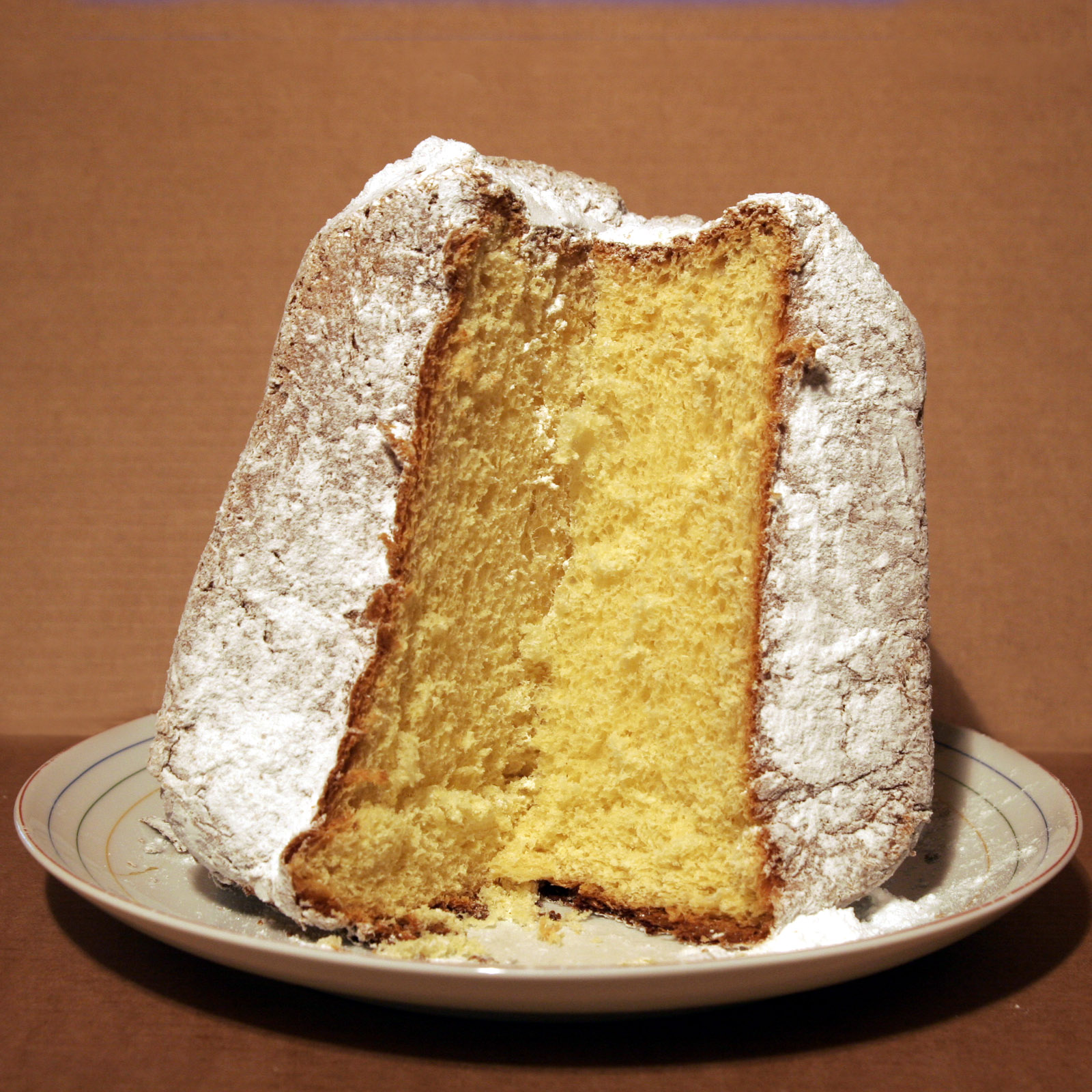
판도로

모든 지역마다 명절이나 휴일에 먹는 음식이 다르다. 시칠리아주나 해외 이탈리아인은 3월 19일 성 요셉의 날 축제를 연다. 북아프리카와 남서아시아 원산의 콩인 누에콩으로 기근에 굶주리던 사람들이 목숨을 구했다는 것과 동시에 성 요셉을 기리는 날이다. 중세 기근에 시달리던 시칠리아인의 경험이 우러나온 명절이기도 하다. 그 밖에도 이 날에는 빨간 옷을 입고 시칠리아의 전통 과자인 체폴라를 빈자와 함께 나눠 먹는 것이 오랜 전통이다.
크리스마스이브에는 저녁 식사에 정찬을 차려 먹으며 다양한 해산물이 사용된다. 단, 육고기를 금하기 때문에 대신 조류와 해산물을 소비하는 가벼운 식사를 자정 미사 전에 하는 것이 보통이다. 다음 날인 크리스마스 점심 식사가 가장 중요한 만찬이며 닭고기 육수로 끓인 토르텔리니, 양고기나 육류 등도 소비된다. 가장 대표적인 케이크는 판도로와 파네토네가 있다. 크리스마스에 먹는 음식은 지역차가 존재한다.

## 같이 보기
- 유럽 요리
- 지중해 요리
- 미국 요리

## 참고 문헌
- 《맛있는 이탈리아 요리》 : 임성빈, 심재호, 박헌진 공저, 도서출판 효일, 2004.
- 《올리브향 가득한 이태리요리》 : 나영선, 강병남, 나영아, 김동섭 공저, 형설출판사, 2000.
- 《이탈리아 전통 요리》 : 정청송 저, 문지사, 1994.
- 《이탈리아 조리 실무》 : 강무근, 김인환, 이강춘 공저, 도서출판 효일, 2004.
- Antonio Priscilla Carluccio;Priscilla Carluccio. Carluccio's Complete Italian Food, 1997. ISBN-10 1903845564
- Capatti, Alberto and Montanari, Massimo. Italian Cuisine: a Cultural History, New York: Cloumbia University Press, 2003. ISBN 0-231-12232-2
- Del Conte, Anna. The Concise Gastronomy of Italy, USA: Barnes and Nobles Books, 2004. ISBN 1-86205-662-5
- Evans, Matthew; Cossi, Gabriella; D'Onghia, Peter., World Food Italy, CA: Lonely Planet Publications Pty Ltd, 2000. ISBN 1-86450-022-0
- Koplan, Steven; Smith, Brian H.; Weiss, Michael A.; Exploring Wine, NY:Van Nostrand Reinhold, 1996. ISBN 0-471-35295-0
- Piras, Claudia and Medagliani, Eugenio. Culinaria Italy, Cologne: Könemann Verlagsgesellschaft mbh, 2000. ISBN 3-8290-2901-2